# 2007
2007 (MMVII) var ett normalår som började en måndag i den gregorianska kalendern. Detta år högtidlighöll en rad institutioner i Sverige och andra länder 300-årsminnet av Carl von Linnés födelse den 23 maj 1707 och 100-årsminnet av Astrid Lindgrens födelse den 14 november 1907. Dessutom uppmärksammades det att det var 100 år sedan scoutrörelsen grundades av Robert Baden-Powell i Storbritannien.

## Händelser

### Januari
- 1 januari
  - Angola går med i OPEC.

Europeiska unionen fortsätter utvidgas österut.

Danmark får regioner i stället för amt.

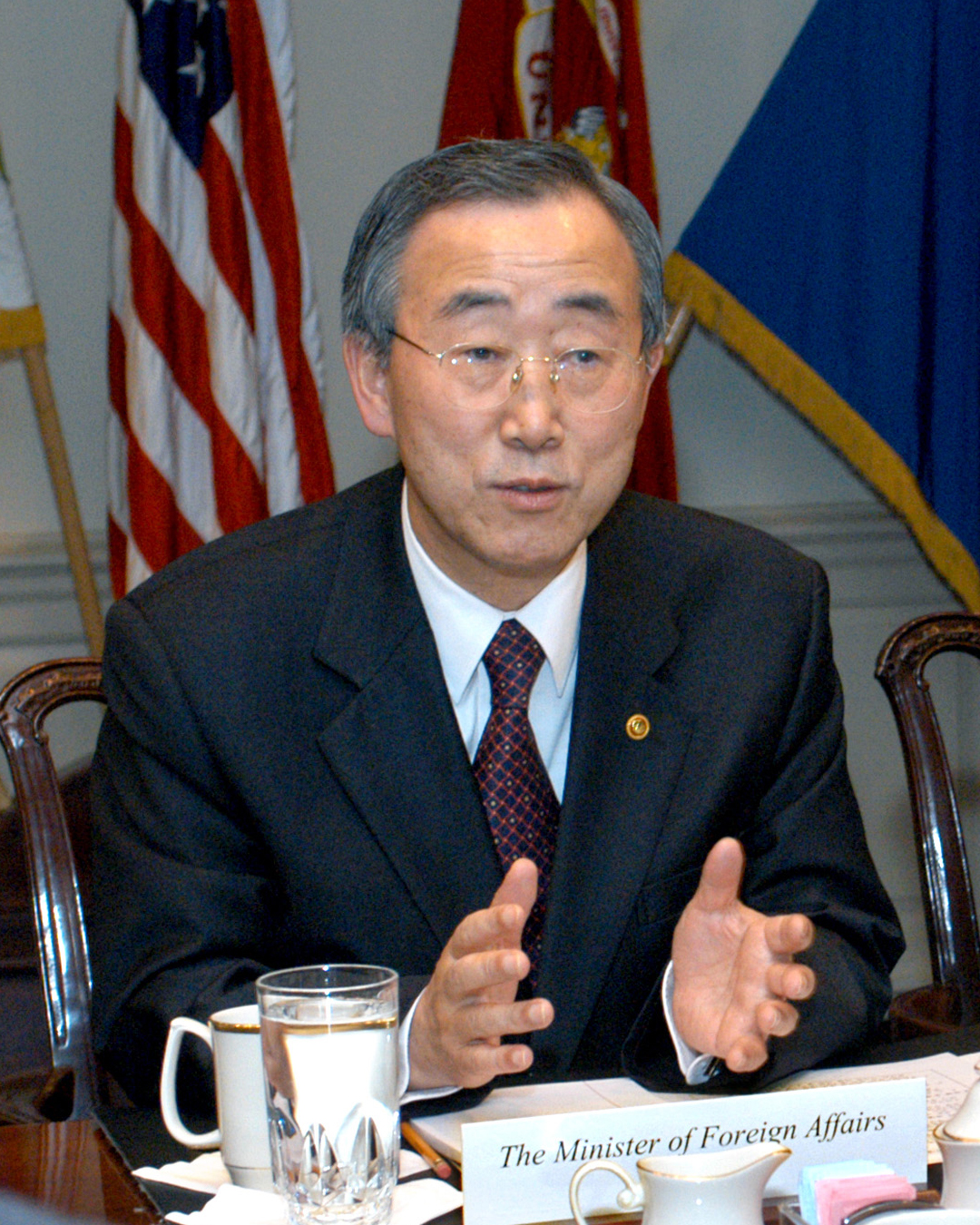
Ban Ki-moon från Sydkorea tillträder som FN:s generalsekreterare.

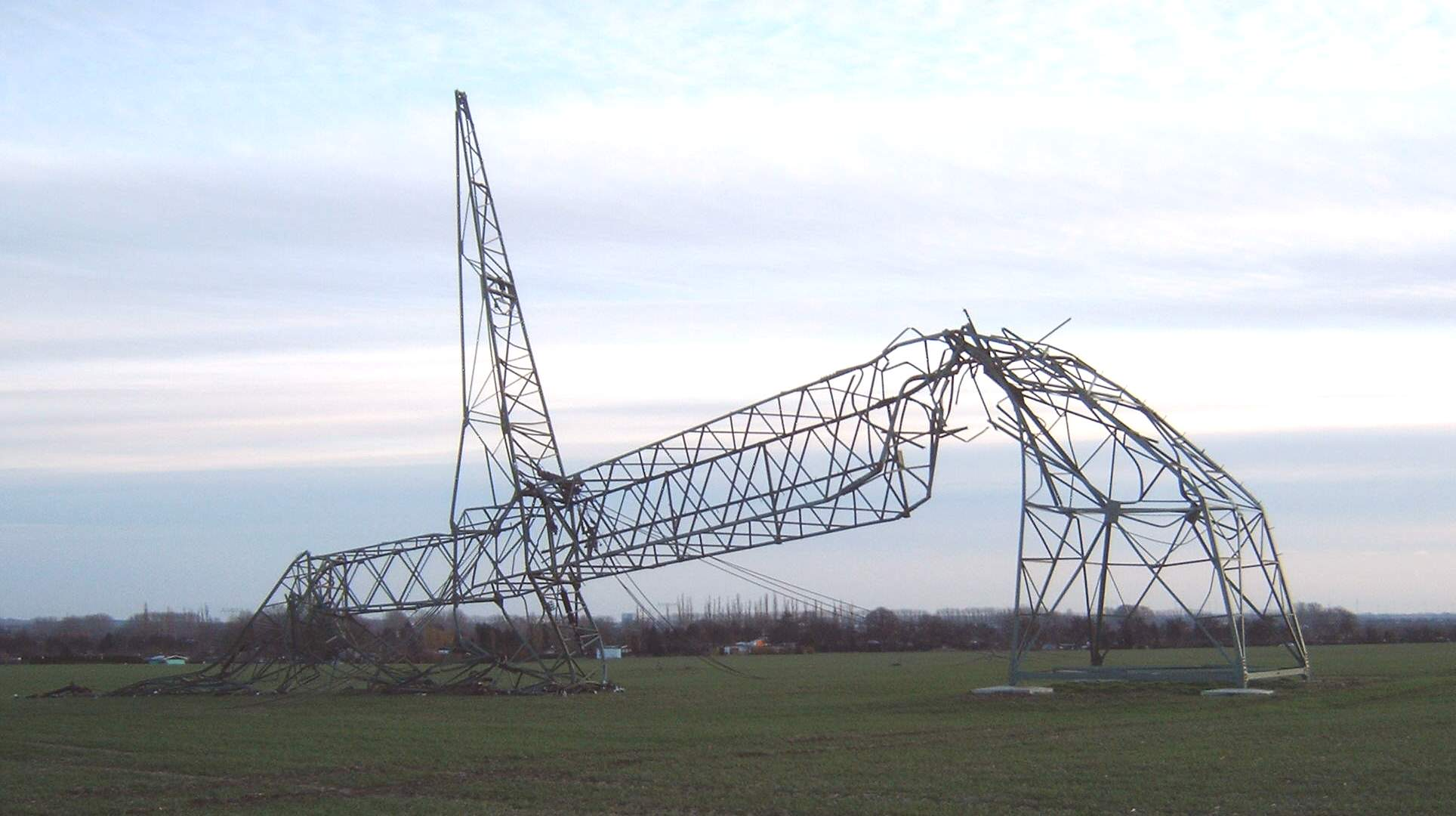
Orkanen Kyrill & Orkanen Per drog in över Nordeuropa.

  - Bulgarien och Rumänien blir medlemmar av Europeiska unionen (EU). Därmed blir också bulgariska och rumänska officiella EU-språk och samma dag får även iriska officiell EU-status, trots att Irland har varit medlem av EU (och dess föregångare EG och EEC) sedan 1973.
  - Slovenien inför euro som valuta och blir därmed en del av euroområdet.
  - I Danmark genomförs en kommunreform som innebär att de 16 amten avskaffas och ersätts av fem regioner.[1]
  - Heby kommun överförs från Västmanlands län och Västmanlands domsaga till Uppsala län och Uppsala domsaga.
  - Ban Ki-moon från Sydkorea tillträder som FN:s generalsekreterare.
  - I Calgary i Alberta i Kanada införs rökförbud på alla restauranger och barer. De restauranger och barer som har ventilerade rökrum undantas fram till den 1 januari 2008.
  - Supermodellen Kate Moss och rocksångaren Pete Doherty gifter sig i Thailand. Bröllopet är dock inte juridiskt bindande i Storbritannien så redan den 18 januari planerar paret ett nytt bröllop för att juridiskt bli ett äkta par.
  - 102 personer dör när ett Boeing 737-400-plan havererar under en inrikesflygning mellan Surabaya och Manado i Indonesien. Planet havererar under ett kraftigt regnväder i ett bergsområde på ön Sulawesi.
- 2 januari – I Washington D.C. i USA införs rökförbud på de flesta barer och restauranger på orten.
- 3 januari – Gymnasieskolan Henry Foss High School i Tacoma i delstaten Washington i USA blir utrymd, sedan en elev har blivit ihjälskjuten.
- 9 januari
  - Krig i Somalia: USA:s krigsflygplan slår till mot misstänkta terrorister.
  - 2007 års upplaga av datakonferensen Macworld Conference & Expo öppnas i San Francisco i delstaten Kalifornien i USA. Företaget Apple Computer visar sin mobiltelefon Iphone.
- 13 januari – Det grekiska lastfartyget Server bryts i två halvor utanför den norska kusten och släpper ut över 550 ton olja (råolja, tjockolja och dieselolja) [2]
- 14 januari – Orkanen Per sveper in över Sverige, det kraftigaste ovädret sedan orkanen Gudrun.
- 15 januari
  - I Irak avrättas Saddam Husseins halvbror Barzan Ibrahim al-Tikriti och den irakiske förre domaren Awad Hamed al-Bandar genom hängning för delaktighet i morden på 148 shiamuslimer den 8 juli 1982 i byn Dujail.
  - På grund av Orkanen Per ställs skoldagen in på vissa håll i Sverige.
- 17 januari
  - Domedagsklockan sätts till 5 minuter före midnatt.
  - Orkanstyrkans vindar från Stormen Kyrill kan ha tagit minst 40 liv i Västeuropa.
- 18 januari
  - Mona Sahlin utses av valberedningen till kandidat för ny partiledare för Socialdemokraterna i Sverige.
  - Orkanen Kyrill skapar kaos när den passerar över norra Europa. Det är den starkaste stormen i Storbritannien på 17 år och 14 personer omkommer där, medan den för Tysklands del är den värsta stormen sedan 1999 med 13 döda. Orkanen orsakar minst 44 dödsfall i 20 länder i Västeuropa.
- 20 januari – Senator Hillary Clinton meddelar att hon tänker ställa upp i Presidentvalet i USA 2008.
- 21 januari – Presidentval och parlamentsval hålls i Serbien.
- 22 januari – Parlamentsval hålls i Bangladesh.
- 23 januari – En levande kråshaj hittas utanför Japans kust. Den dör dock kort efter infångandet.
- 30 januari – Operativsystemet Windows Vista släpps för privat bruk.

### Februari
- 2 februari – FN:s klimatpanel rapporterar att den globala uppvärmningen med 90 procents sannolikhet är orsakad av mänskliga aktiviteter.
- 5 februari – Astronauten Lisa M. Nowak arresteras för försök till kidnappning och mord i ett triangeldrama som skakar om NASA.
- 8 februari
  - I Mekka enas Hamas och Fatah om en samlingsregering.
  - Planeten Neptunus i konjunktion med solen.
  - Modellen Anna Nicole Smith avlider på hotellet Hard Rock Hotel and Casino i Hollywood. Obduktionen visar senare att hon har dött av en överdos.
- 10 februari – Planeten Saturnus i opposition.
- 3–18 februari – Världsmästerskapen i alpin skidsport arrangeras i Åre, Sverige.
- 21 februari – Italiens premiärminister Romano Prodi och hela den italienska regeringen avgår efter ett nederlag i en omröstning om utrikespolitiken i parlamentet.
- 24 februari – Italiens president Giorgio Napolitano ber Romano Prodi att bilda en ny regering.
- 27 februari – Sex personer omkommer i en olycka med två frontalkrockande bussar i Rasbo socken norr om Uppsala.

### Mars
- 4 mars – Vid parlamentsvalet i Estland kan man för första gången någonsin i världen rösta över Internet [3].
- 6 mars – Gastronomen, kocken och hedersdoktorn Werner Vögeli avled efter en kort tids sjukdom.
- 8 mars – Fotografen Nan Goldin tilldelas årets Hasselbladspris.
- 10 mars – The Ark vinner Melodifestivalen med låten The Worrying Kind
- 11 mars – Mauretanien genomför demokratiska val för första gången sedan självständigheten 1960.
- 13 mars – Rymdsonden Cassini–Huygens har tagit bilder på sjöliknande vätske- och kolvätefyllda områden på Titans nordpol.
- 15 mars – Världsnaturfonden visar i en rapport att populationen av trädleopard på Borneo, Sumatra och Java är en egen art: "Neofelis diardi".

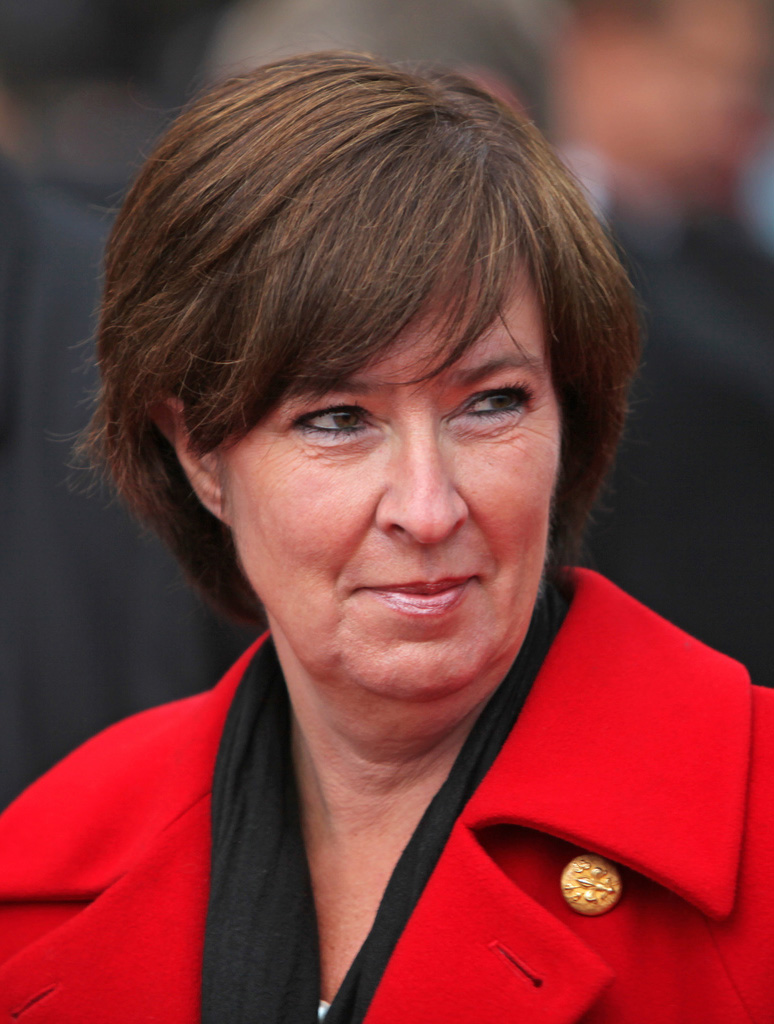
Mona Sahlin.

- 17 mars – Göran Persson avgår som partiordförande för Socialdemokraterna och efterträds av Mona Sahlin.
- 18 mars – Finland går till riksdagsval som innebär en framgång för samlingspartiet, samt en tillbakagång för Socialdemokraterna.
- 20 mars – Taha Yassin Ramadan, Iraks tidigare vicepresident, avrättas genom hängning.
- 24 mars – Sveriges statsminister Fredrik Reinfeldt besöker Berlin för att delta i firandet av 50-årsjubileet av undertecknandet av Romfördragen.

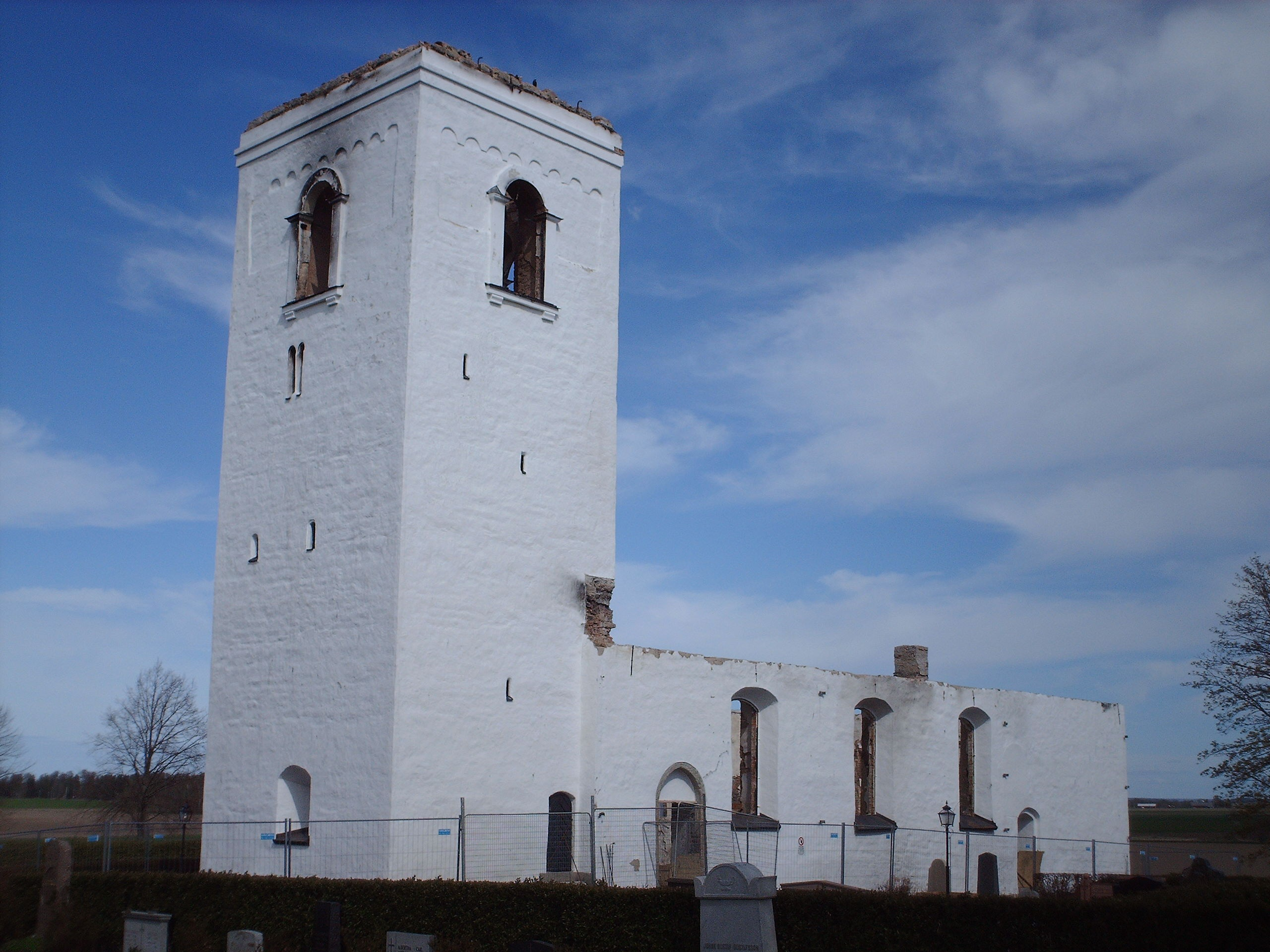
Älvestad kyrka förstörs i lågorna.

- 29 mars – Älvestad kyrka i Sverige från 1100-talet eldhärjas svårt av en brand som börjar i en verkstadsbyggnad på andra sidan landsvägen.

### April

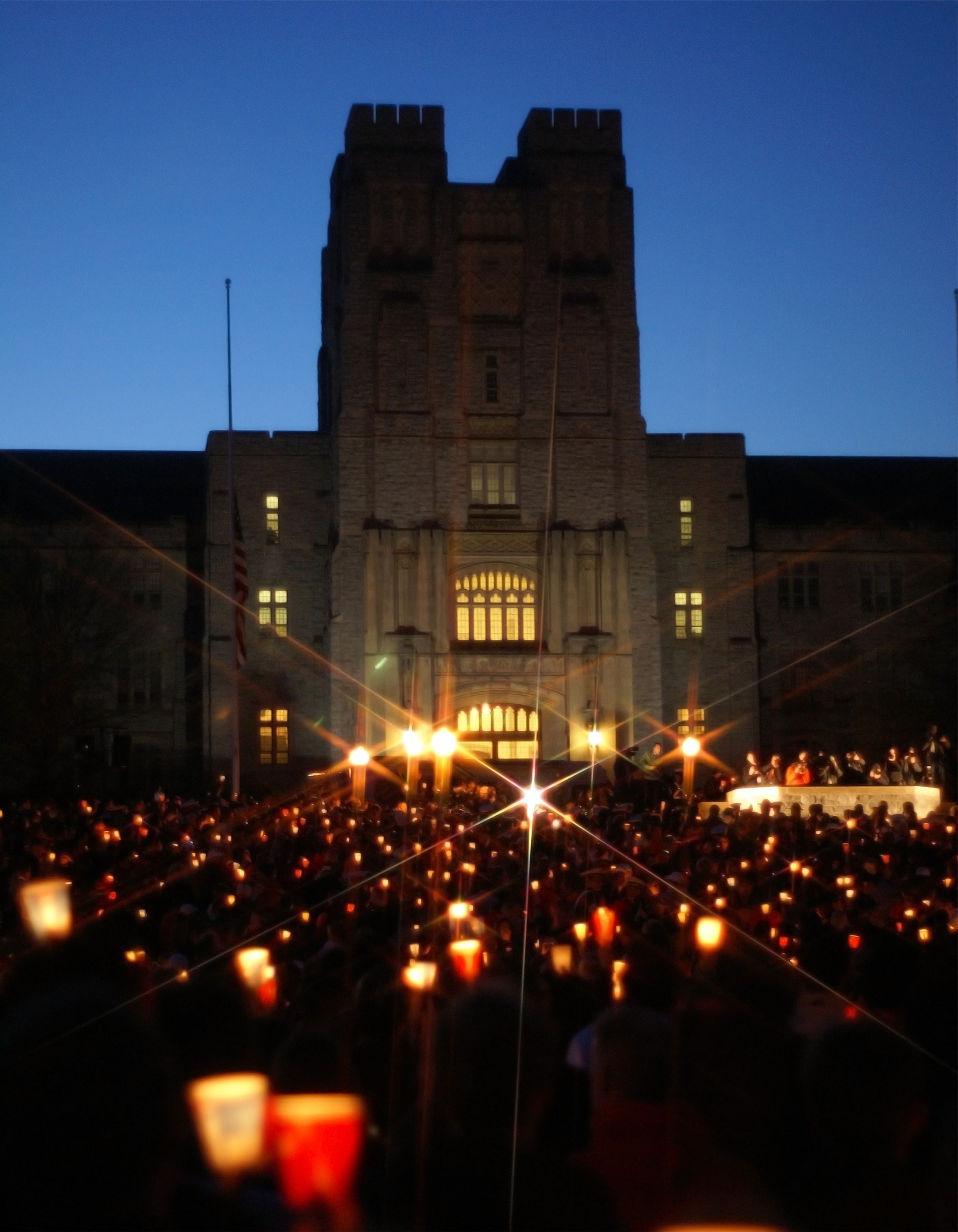
Virginia Tech-massakern

- 2 april – En mindre tsunami sveper in över Salomonöarna efter ett jordskalv.
- 3 april – Sveriges regering meddelar att fastighetsskatten i Sverige kommer att avskaffas från och med den 1 januari 2008. Den kommer att ersättas med en kommunal avgift och finansieras med höjd reavinstskatt.
- 5 april
  - Det grekiska kryssningsfartyget M/S Sea Diamond (före detta Birka Princess) sjunker utanför ön Santorini i Grekland, efter att ha gått på grund mot vassa undervattensklippor.
  - Den amerikanske datormiljardären Charles Simonyi blir den femte rymdturisten sedan premiären för rymdturism 2001.
- 11 april
  - Travis Barman vid Lowell Observatory meddelar att planeten HD 209458 b har en atmosfär som innehåller vattenånga. Undersökningen av hypotesen fortsätter dock.
  - Antalet tranor vid Hornborgasjön är rekordstort, 13 900 tranor räknas. Gamla rekordet på 12 700 stycken uppnåddes den 5 april 2004.
- 13 april – Den svenska regeringen föreslår att alla arbetsgivare ska kunna kräva läkarintyg från första sjukdagen.
- 16 april
  - Minst 33 personer dödas när en man skjuter vilt vid universitetet Virginia Tech i Blacksburg, Virginia, USA. Gärningsmannen begår senare självmord.
  - Sveriges finansminister Anders Borg presenterar den svenska regeringens vårbudgetproposition.
- 17 april – Finlands nya regeringssammansättning blir klar.
- 18 april – På ett möte i Cardiff i Wales, Storbritannien beslutar Uefa att Europamästerskapet i fotboll 2012 för herrar skall spelas i Polen och Ukraina.
- 19 april – Ett Jas-plan havererar vid Vidsels flygplats utanför Älvsbyn i Norrbotten då piloten oavsiktligt blivit utskjuten.
- 22 april – Första omgången av franska presidentvalet hålls.
- 23 april – I Sverige meddelar Lars Leijonborg att han inte tänker kandidera för omval på partiledarposten på Folkpartiets landsmöte i september 2007.
- 25 april – Astronomer tillkännager upptäckten av den jordlika exoplaneten Gliese 581 c, kretsande kring den röda dvärgstjärnan Gliese 581. Den kan innehålla vatten, och är eventuellt beboelig.
- 27 april – Kravaller bryter ut i Tallinn i Estland efter att de estländska myndigheterna flyttat på en omtvistad bronsstaty.
- 30 april – Sveriges förre statsminister Göran Persson avslutar sin tjänst i Sveriges riksdag.

### Maj
- 2 maj

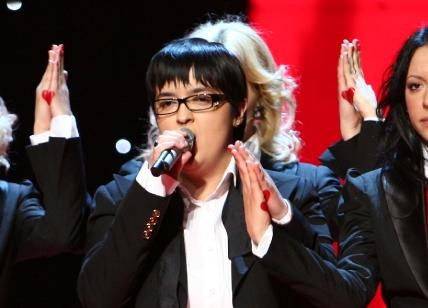
Marija Šerifović vinner ESC 2007.

  - Venezuelas president Hugo Chávez meddelar att landet tänker lämna Världsbanken i protest mot USA:s kontroll över ekonomin i Sydamerika.
  - Sveriges oppositionspartier, socialdemokraterna, Vänsterpartiet och Miljöpartiet presenterar sina skuggbudgetalternativ.
- 3 maj – Den treåriga brittiska flickan Madeleine McCann blir kidnappad under sin familjs semester i Portugal. Fallet uppmärksammas stort.
- 4 maj
  - Filmen Spider-Man 3 har biopremiär.
  - Paris Hilton döms till 45 dagars fängelse efter att ha kört onykter i Los Angeles.
- 5 maj – En allvarlig flygolycka inträffar i Kamerun.
- 6 maj – Andra omgången av franska presidentvalet hålls. Nicolas Sarkozy vinner över Ségolène Royal och blir Frankrikes nye president.
- 7 maj – Arkeologen Ehud Netzer uppger att Herodes den stores grav har påträffats vid kullen Herodion i Israel.
- 8 maj
  - Nordirland återfår sitt självstyre. Den nya koalitionsregeringen leds av DUP:s Ian Paisley som försteminister och Sinn Féins Martin McGuinness som vice försteminister.
  - Sveriges förre statsminister Göran Persson får nytt jobb som PR-konsult på byrån JKL.
- 9 maj – Andra valomgången hålls i presidentvalet i Östtimor.
- 10 maj – I Storbritannien tillkännager premiärminister Tony Blair sin avgång den 27 juni.
- 10–13 maj – Svenska mästerskapen i ekonomi arrangeras av Föreningen Ekonomerna vid Stockholms universitet med Handelshögskolan i Göteborg som vinnare.
- 10 och 12 maj – Eurovision Song Contest, den 52:a i ordningen, hålls i Hartwall Arena i Helsingfors. Serbien vinner med bidraget "Molitva", framfört av Marija Šerifović.
- 15 maj – Sveriges statsminister Fredrik Reinfeldt besöker USA:s president George W. Bush i Vita huset, Washington D.C. De diskuterar klimatfrågor och frihandel.
- 16 maj
  - Nicolas Sarkozy svärs in som Frankrikes president efter Jacques Chirac.
  - Alex Salmond, ledaren för det skotska nationalistpartiet SNP, väljs till försteminister i Skottland.
  - Uefa-cupfinalen i fotboll spelas i Glasgow, Skottland, där två spanska klubbar gör upp om segern denna säsong. Sevilla FC slår RCD Espanyol de Barcelona på straffsparkar efter 2-2 i ordinarie speltid och förlängning.
- 17 maj
  - Paul Wolfowitz meddelar att han från den 30 juni 2007 avgår som ordförande för Världsbanken, efter kritik om att otillbörligt ha gynnat en flickvän som arbetade inom organisationen.
  - François Fillon utses till Frankrikes nye premiärminister.
- 21 maj – Det gamla klipperskeppet Cutty Sark i Greenwich, London eldhärjas.
- 23 maj – AC Milan, Italien vinner med 2-1 mot Liverpool FC, England i finalmatchen av Uefa Champions League 2006/2007, som spelas i Aten i Grekland.
- 31 maj – I Halmstad inleds firandet av stadens 700-årsjubileum, till minne av då orten fick stadsrättigheter 1307.

### Juni

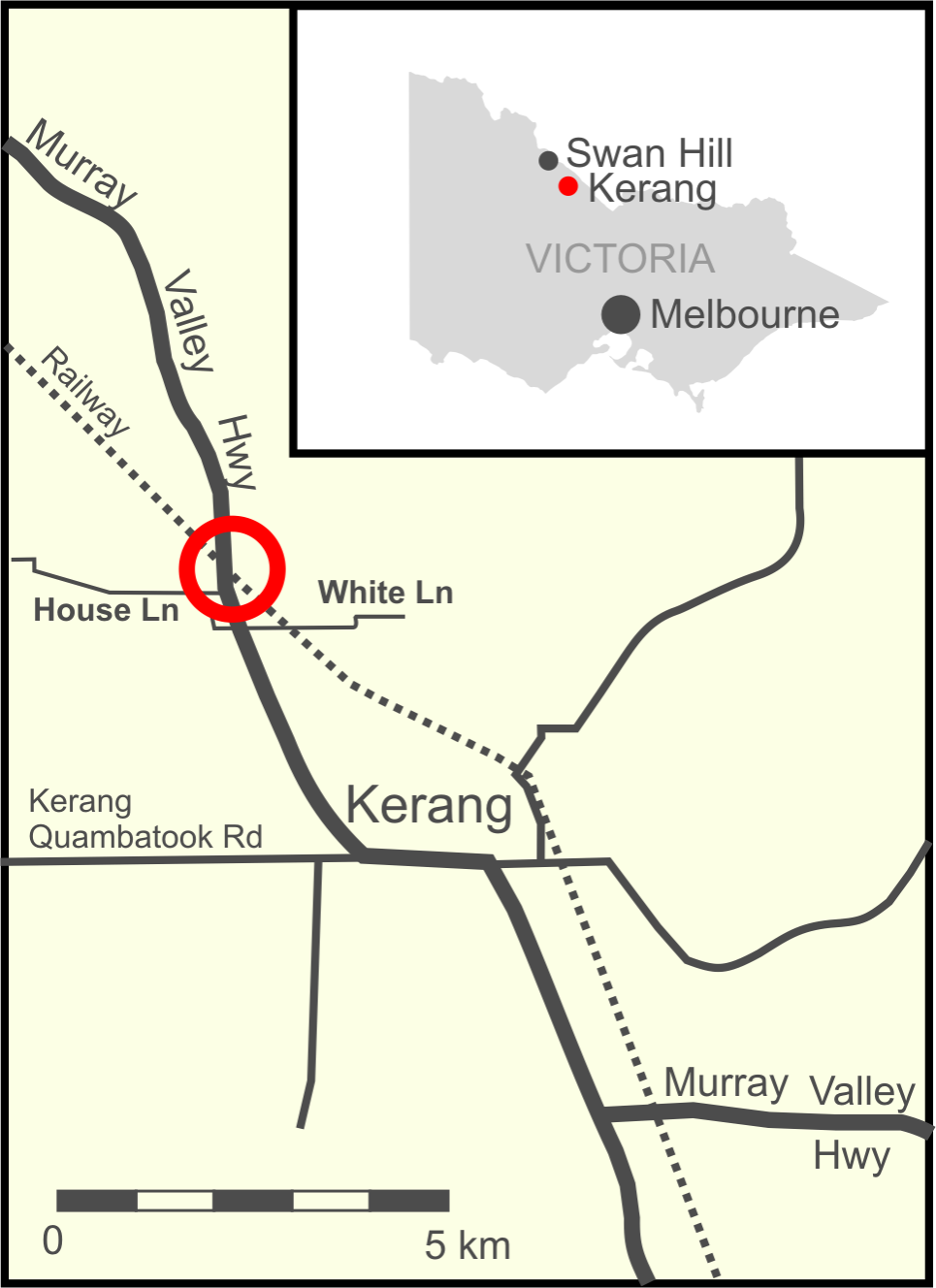
Järnvägsolyckan i Kerang.

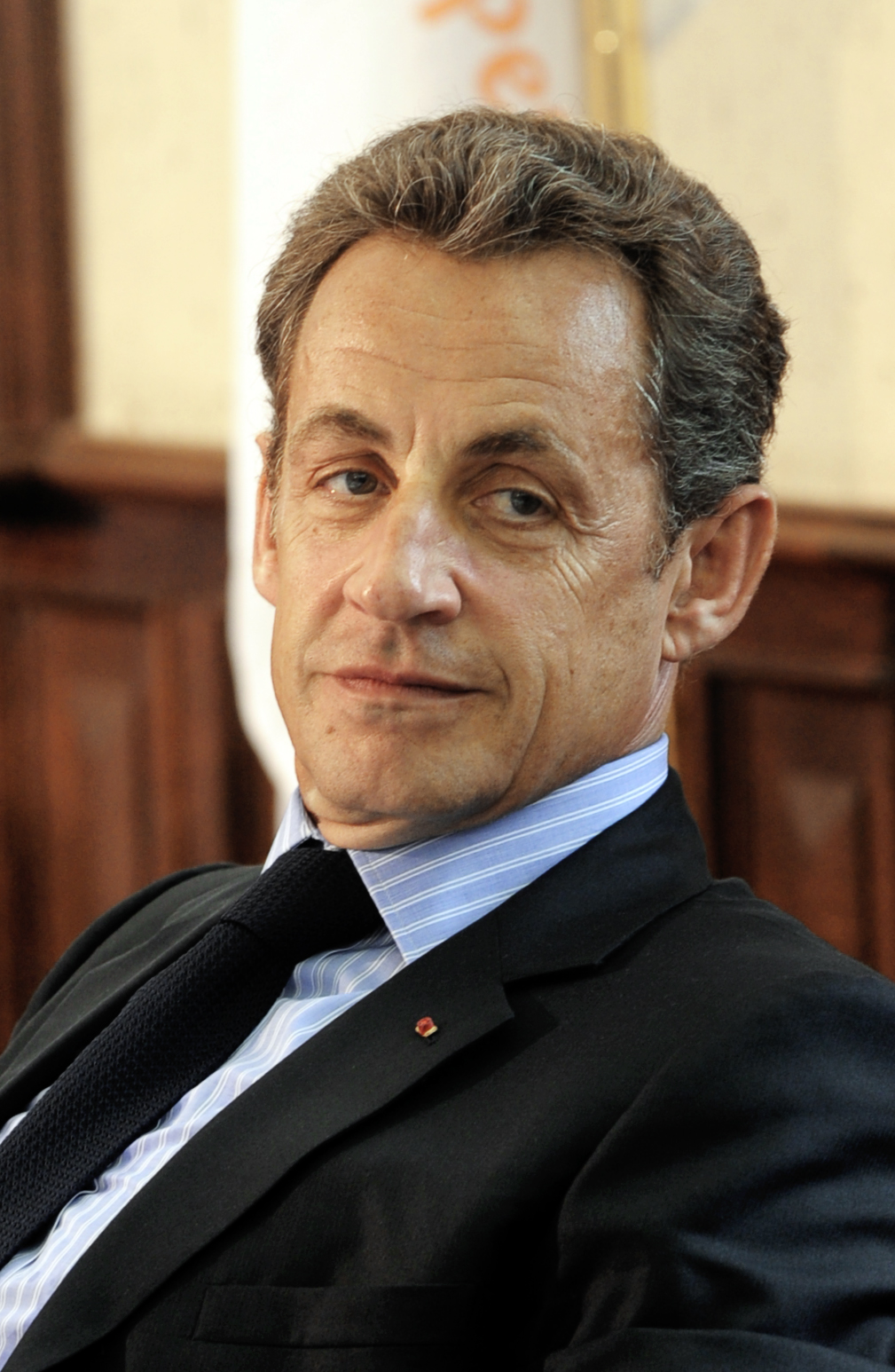
Nicolas Sarkozy tillträder som Frankrikes president.

- 2 juni – Domaren Herbert Fandel blir attackerad av en supporter i EM-kvalmatchen mellan Danmark och Sverige i fotboll.

- 5 juni

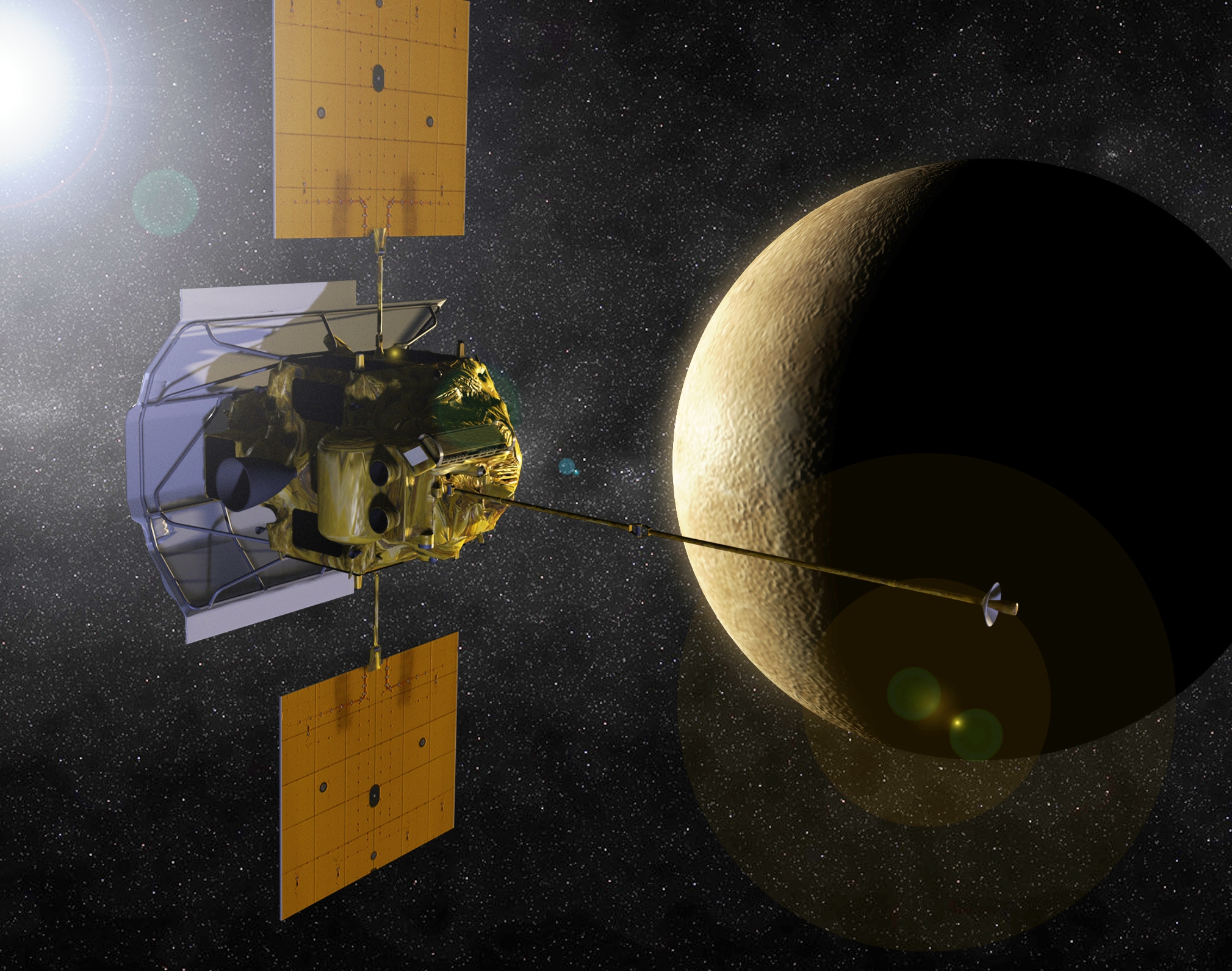
Rymdsonden MESSENGER flyger förbi planeten Venus andra gången.

  - Rymdsonden MESSENGER flyger förbi planeten Venus andra gången.
  - I Sverige inträffar två större olyckor med studentenfirande gymnasieskolelever på lastbilsflak i Stockholm. Minst 15 personer skadas, men ingen allvarligt.
  - En lastbil kör in i ett tåg vid en plankorsning i Kerang i Australien och elva omkommer.
- 6–8 juni – Ett G8-möte hålls i Rostock, Tyskland.
- 9 juni – Ostindienfararen Götheborg kommer hem till Göteborg igen.
- 10 juni – Parlamentsval genomförs i Belgien.
- 13 juni
  - Shimon Peres väljs till president i Israel.
  - Filmen Fantastic Four: Rise of the Silver Surfer har biopremiär i Bahrain och Förenade arabemiraten.
- 17 juni – Det franska parlamentsvalet blir en framgång för president Nicolas Sarkozys konservativa parti UMP, som får majoritet. Även socialistpartiet går framåt.
- 20 juni – Den svenske polismannen Fredrik Widén, 32, skjuts med sju skott ihjäl i tjänsten av en psykiskt sjuk man i en lägenhet i Nyköping då denne skall omhändertas av polisen. Widéns kollega skadas lindrigt av ett skott i armen.
- 21–22 juni – Ett EU-toppmöte hålls i Belgiens huvudstad Bryssel.
- 24 juni
  - Gordon Brown blir ny partiledare för det politiska partiet Labour i Storbritannien efter Tony Blair.
  - Ali Hassan al-Majid mer känd som Kemiske Ali döms till döden genom hängning.
- 27 juni – Tony Blair avgår som Storbritanniens premiärminister och efterträds av Gordon Brown.

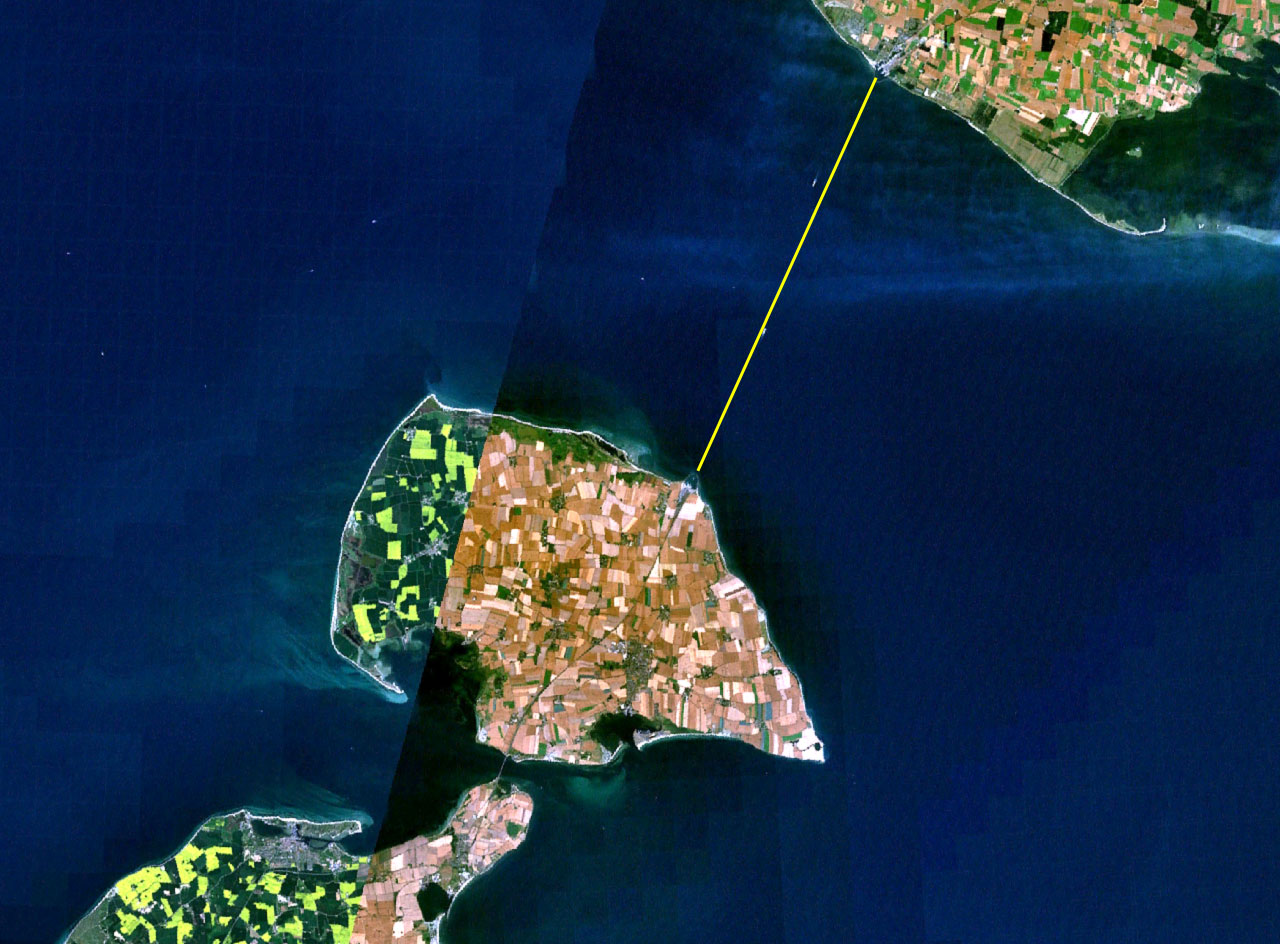
Bron skall ersätta båten över Fehmarn Bält.

- 29 juni – I Berlin tecknar Danmark och Tyskland en avsiktsförklaring om att bygga en bro över Fehmarn Bält.
- 29 juni – Två bilbomber hittas i London.
- 30 juni – En bil, riggad som en bilbomb, körs rakt in huvudterminalen på flygplatsen Glasgow International Airport. Bilen exploderar och en brand utbryter, en av attentatsmännen får kraftiga brännskador och fem andra skadades lindrigt.

### Juli
- 1 juli

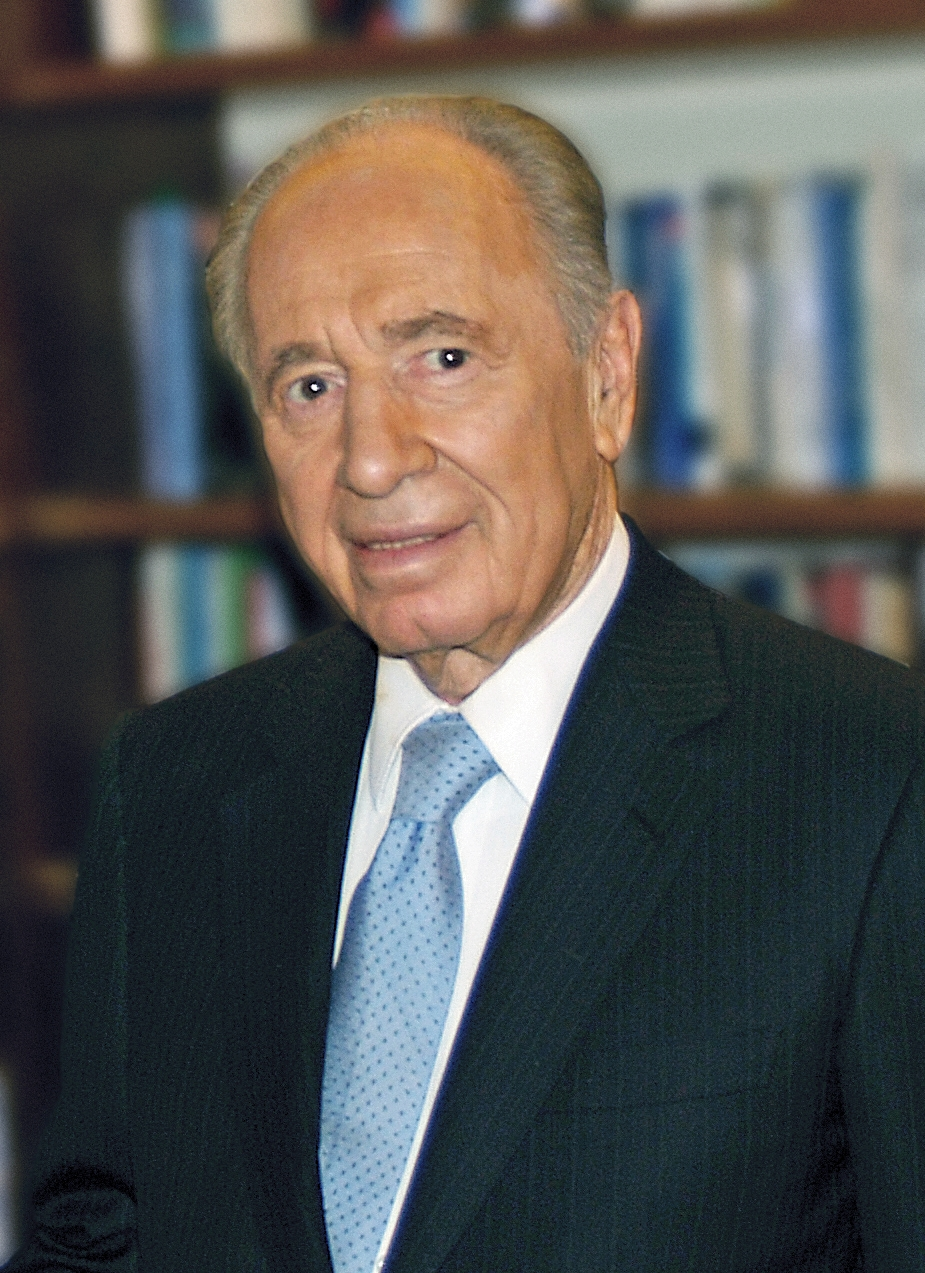
Shimon Peres tillträder som Israels president.

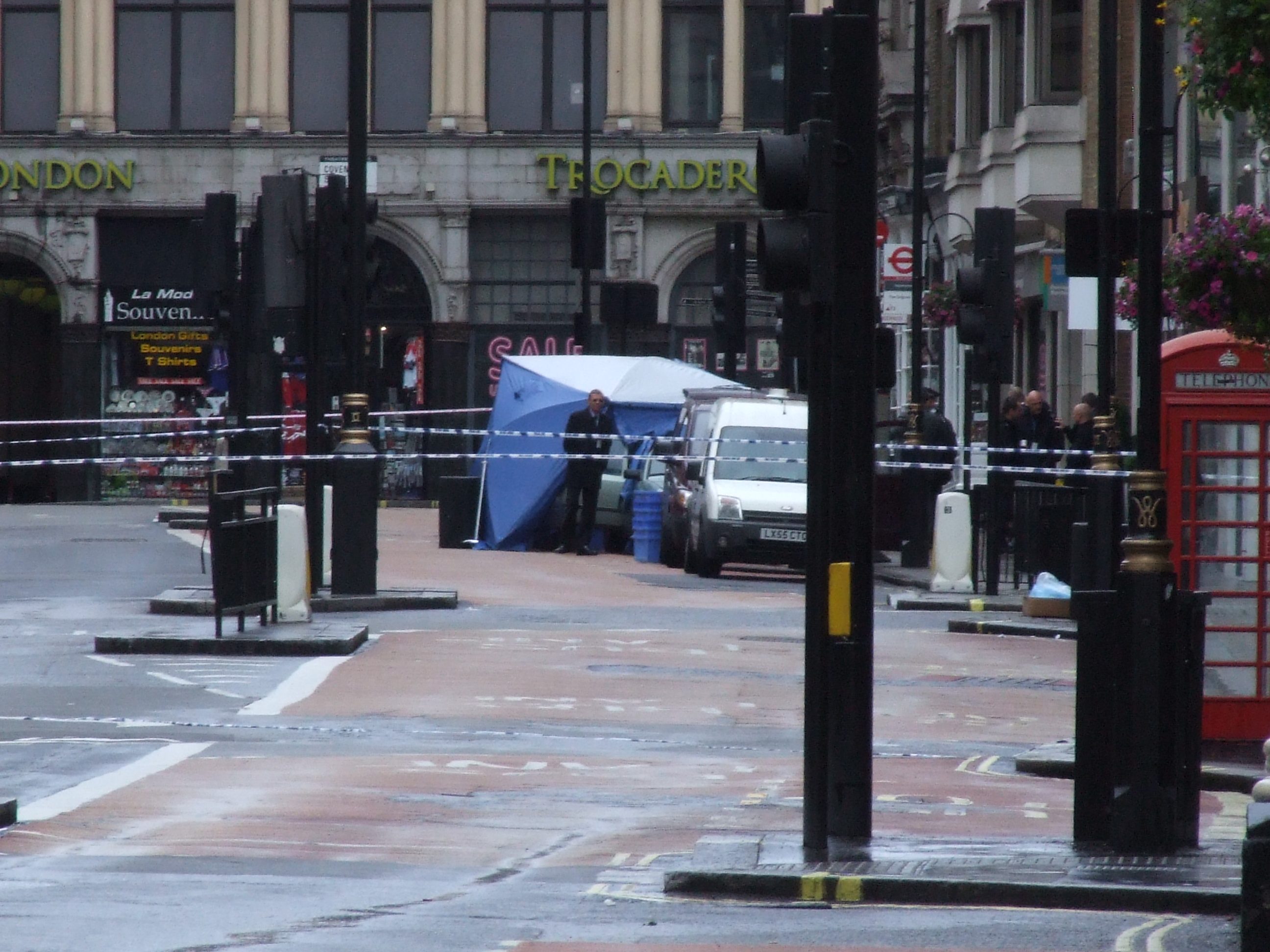
Attacken mot Glasgow International Airport

  - Det svenska integrationsverket läggs ner.
  - En skattereform i Sverige gör att privatpersoner kan ansöka om skattereduktion för hushållsnära tjänster[4] som de köpt till ett maxbelopp av 100 000 kronor per år, och få ett avdrag på 50 % av kostnaden.
- 4 juli
  - IOK tillkännager att Sotji i Ryssland blir värdort för Olympiska vinterspelen 2014.
  - Filmen Transformers har biopremiär.

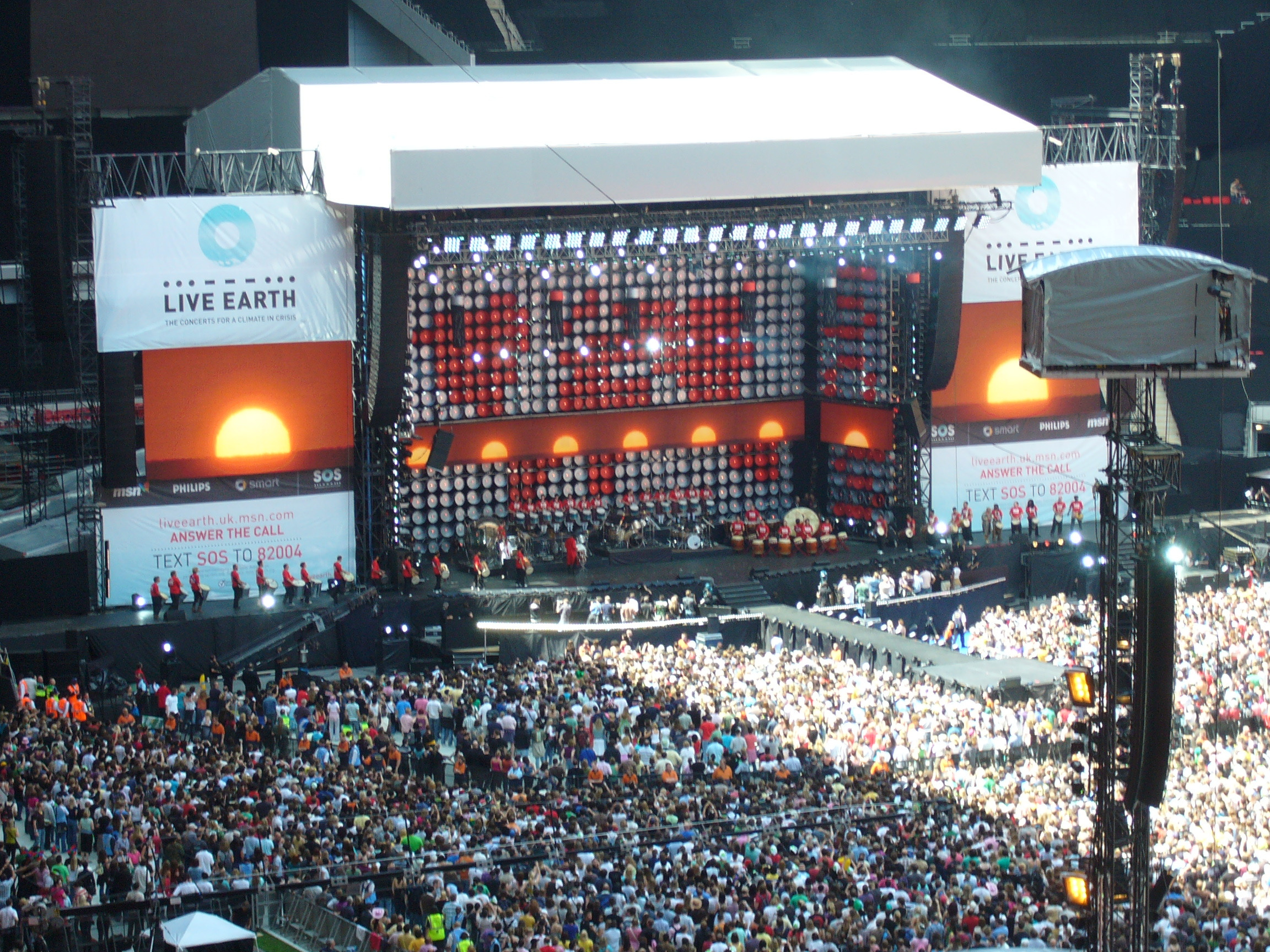
Live Earth

- 7 juli – För att ge global uppvärmning ökad uppmärksamhet och lansera den globala rörelsen "Save Our Selves" startar pop- och rockkonserterna "Live Earth" [3].
- 8 juli – Boeing 787 rullas ut ur Boeings fabriker i Seattle.
- 7-29 juli – Årets Tour de France avgörs och vinnare blir Alberto Contador från Spanien.
- 11 juli – Filmen Harry Potter och Fenixorden har världspremiär.
- 14–22 juli – Jiingijamborii, den andra nationella jamboreen (stort scoutläger) i Sverige, hålls, som en del i att världsscoutrörelsen firar att det 2007 är 100 år sedan Robert Baden-Powell grundade scoutingen. Jubileet uppmärksammas under hela året.
- 15 juli – Shimon Peres tillträder som Israels president.
- 17 juli –  TAM Linhas Aéreas Flight 3054 var ett reguljärt inrikespassagerarflyg av TAM Linhas Aéreas från Porto Alegre till São Paulo, Brasilien. På kvällen den 17 juli 2007, klockan 18:54, landar flygplanet som är en Airbus A320-233 på São Paulo–Congonhas flygplats, São Paulo, flygbana 35L. Flight 3054 överskrider flygbanan under 30 sekunder och svänger vänster vid slutet av flygbanan. Flygplanet flyger över den livliga 10 stycken körfält motorvägen ( Avenida Washington Luís) Aveny, som ligger utanför flygplatsen och kraschar in i TAM Express varuhus-byggnaden och Shell-bensinstationen i anslutning till TAM Express varuhus-byggnaden. Flight 3054 exploderar och alla 187 passagerare och besättningsmän ombord omkommer direkt och 12 personer i TAM Express byggnaden och Shell bensinstation omkommer.
- 21 juli – Boken Harry Potter and the Deathly Hallows släpps i alla engelskspråkiga länder och i svenska bokhandlar på engelska.
- 25 juli
  - Pratibha Patil tillträder som Indiens president fram till 2012.
  - Filmen The Simpsons Movie har världspremiär, med Sverigepremiär två dagar senare.

### Augusti

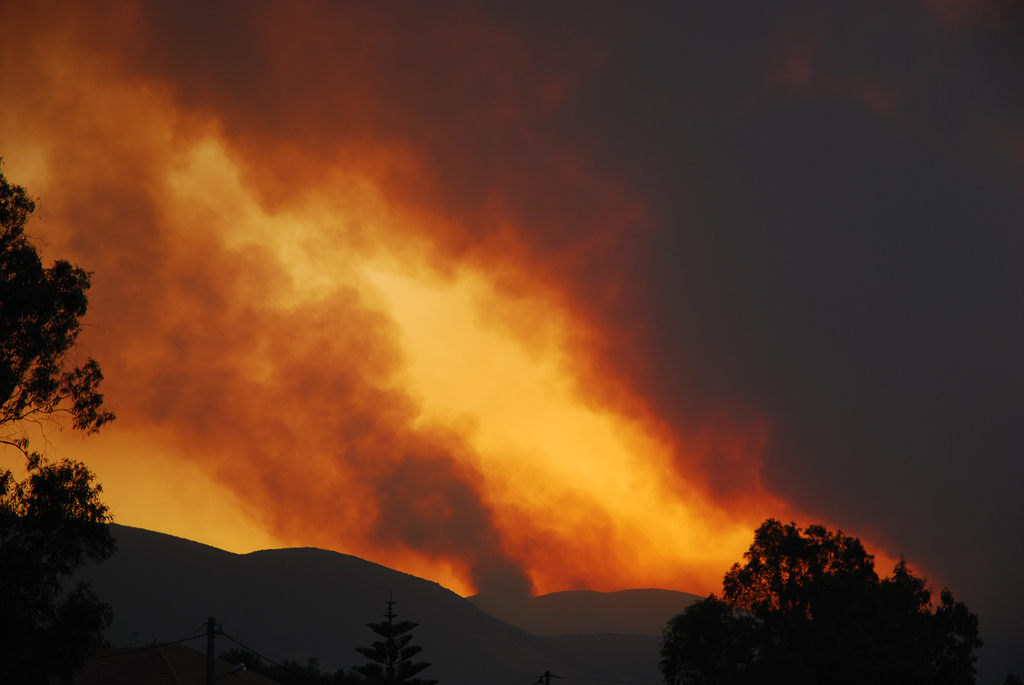
Skogsbränder i Grekland

- Augusti – I de tre grundskolorna Sturkö-, Östra Torp- och Spandeltorpsskolan i Karlskrona kommun införs försök där elever och föräldrar själva skall få bestämma när det är dags för ledigt, så kallade "flexibla skollov". I stället för de traditionella höst- och sportloven får var och en tio lovdagar att fritt förfoga över. Skolorna skall anpassa antalet lärare efter elevernas ledighet.[5]
- 1 augusti

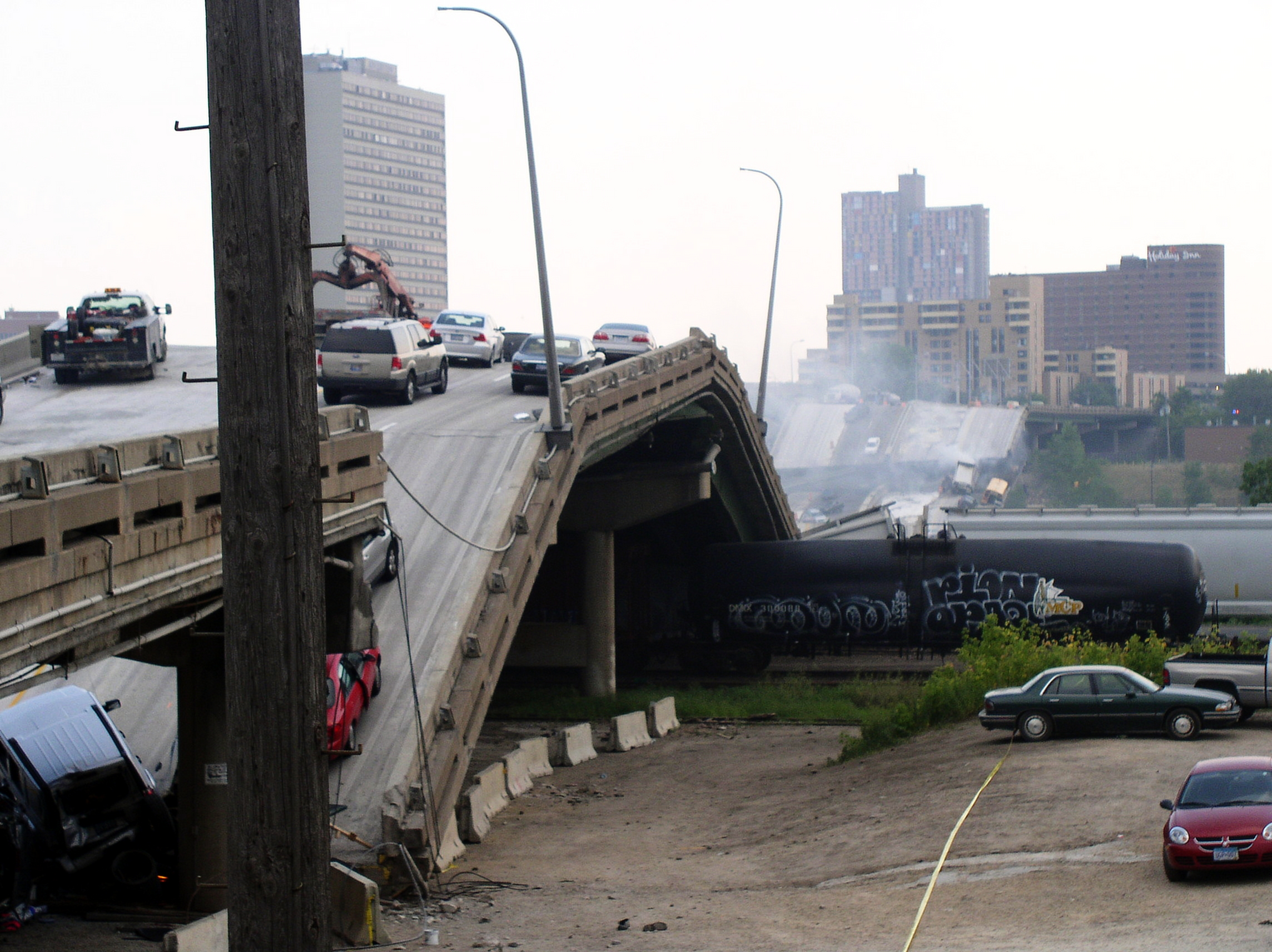
I-35 Mississippi River bridge rasar.

- - Bron I-35 Mississippi River bridge i Minneapolis i delstaten Minnesota i USA rasar, varvid omkring tio personer omkommer.
  - Namnet på vinregionen Mosel-Saar-Ruwer i Tyskland förkortas till Mosel.
- 8 augusti – Sveriges EU-minister Cecilia Malmström föreslår en ny omröstning om EMU i Sverige tidigast 2010, vilket väcker splittring inom Sveriges regering.
- 10 augusti – Ett 50-tal personer dödas i häftiga strider mellan muslimska rebeller och armén kring ön Jolo i södra Filippinerna. Omkring hälften av de döda är soldater.

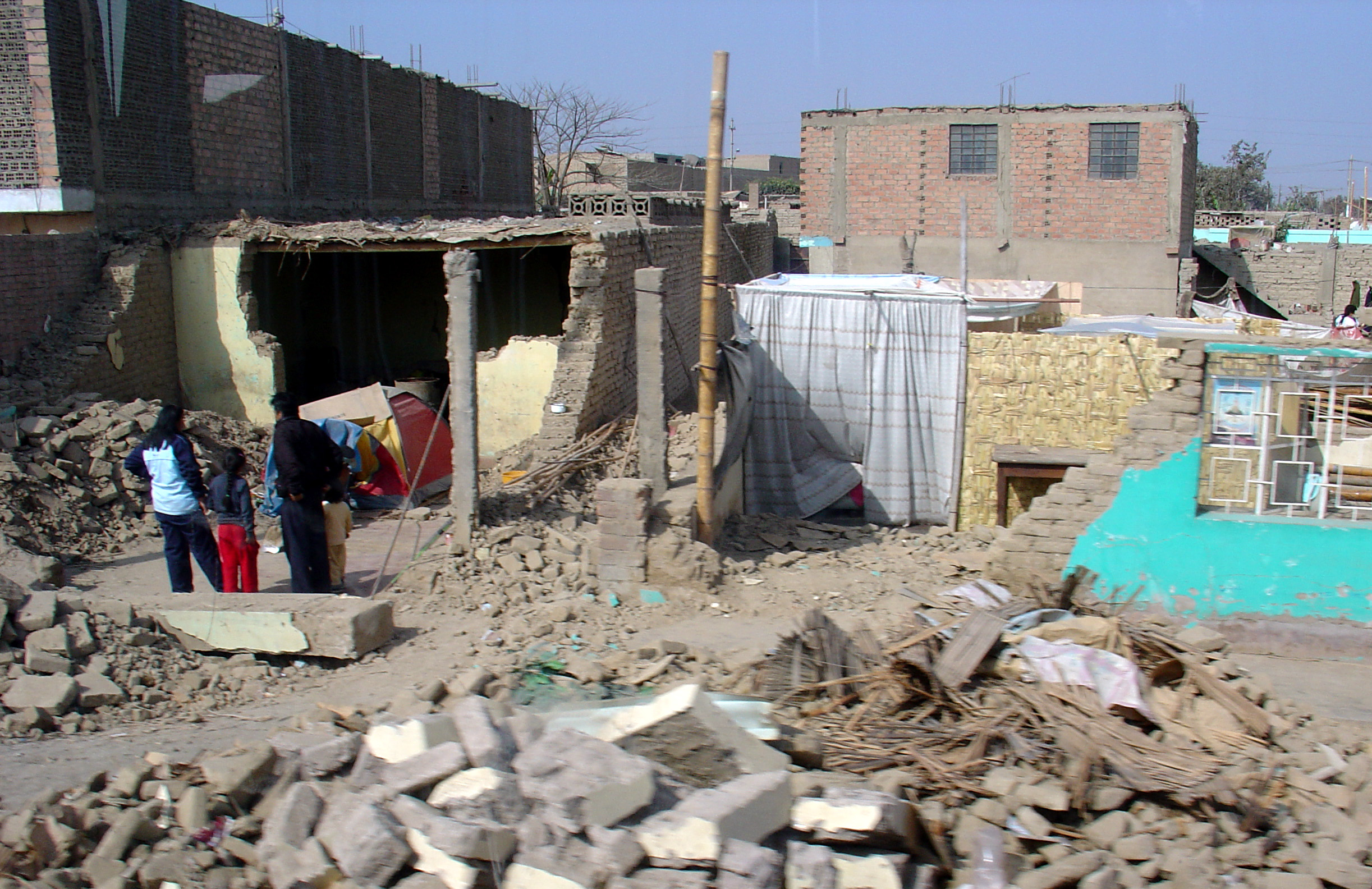
Jordbävning i Peru

- 15 augusti – Vid en jordbävning i Peru dödas omkring 510 människor och över 1500 människor skadas. Varning för tsunami utfärdas.
- 17 augusti
  - Istäcket i Arktis uppmäts till 5,2 miljoner kvadratkilometer, meddelar USA:s nationella snö- och isdatacenter, som grundar sina uppgifter på satellitobservationer. Den tidigare lägstanivån noterades i slutet av september 2005, då fanns 5,3 miljoner kvadratkilometer is i Arktis.
  - Översvämningar i Mellanvästern i USA under en veckas tid. Flera delstater drabbas.
- 20 augusti – Den tropiska orkanen Dean når Jamaicas sydkust. Omkring tio människor omkommer.
- 22 augusti – Skogsbränder i Grekland. Över 60 människor har omkommit sedan bränderna startade i början av juli 2007. Den grekiska polisen har gripit personer som misstänks ha anlagt dem.
- 28 augusti – Turkiets utrikesminister Abdullah Gül väljs till Turkiets president.
- 29 augusti – Ikea inviger sitt nya varuhus i Karlstad.
- 30 augusti
  - Nordiska rådet meddelar att Norden för första gången nått 25 miljoner invånare.[6]
  - Sydkoreanerna som hållits som gisslan av talibanerna i Afghanistan släpps.
- 31 augusti – Malaysia firar 50 år som självständig stat.

### September
- 1 september

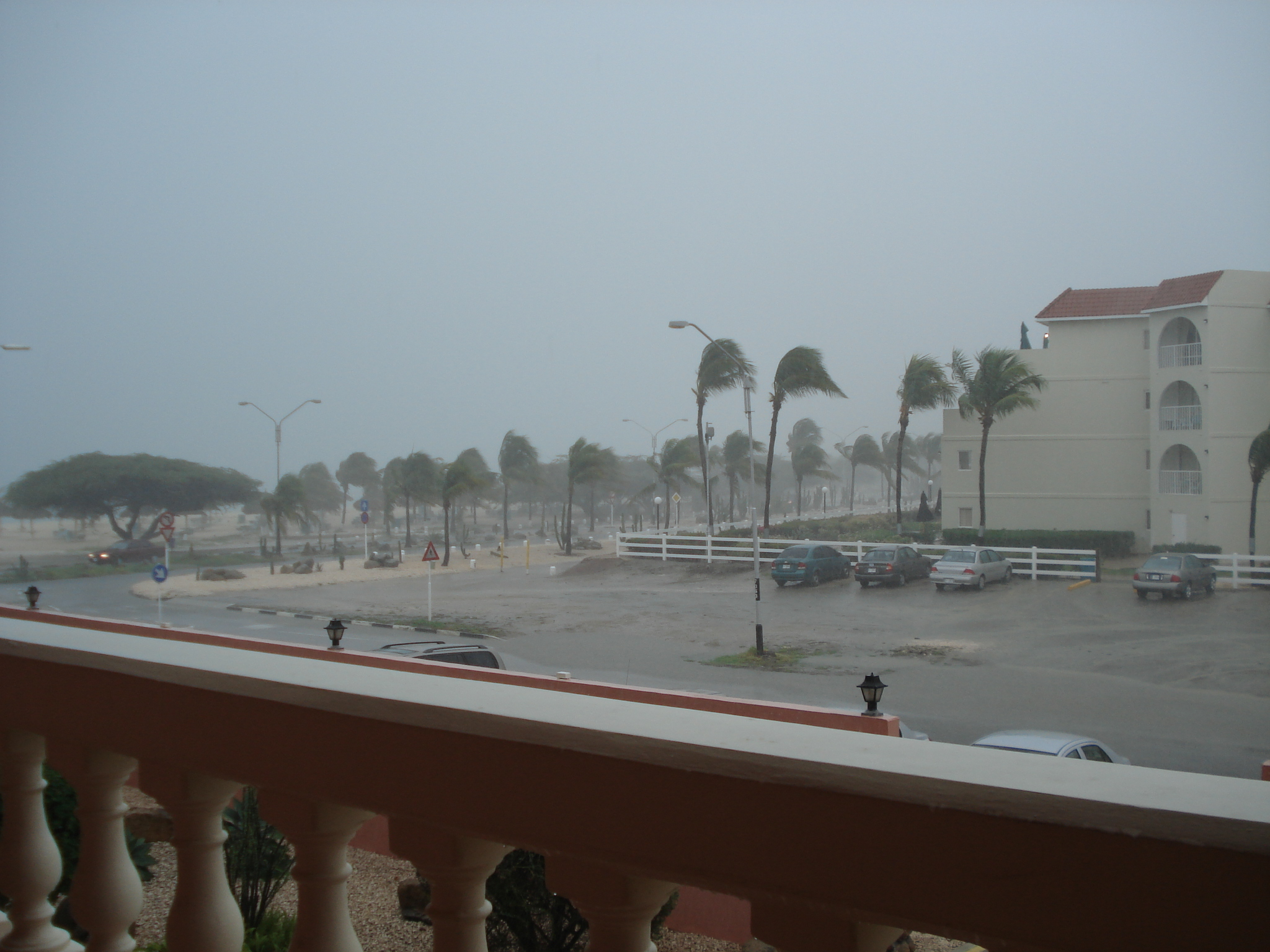
Orkanen Felix.

  - I Finland blir TV-sändningarna helt digitala.[7]
  - I Jamaica dödas sju regeringssympatisörer i strider inför valet två dagar senare.
  - Minst sex människor omkommer då orkanen Henriette drar in över Acapulco i Mexiko.
- 3 september – Jamaica går till val.
- 4 september
  - Orkanen Felix drar in över kuststaden Puerto Cabezas i Nicaragua och ödelägger 90 % av stadens infrastruktur.[8]
  - NRK i Norge startar TV-kanalen NRK3.
- 5 september – Sveriges försvarsminister Mikael Odenberg avgår som statsråd och riksdagsledamot i protest mot den svenska regeringens planerade besparingar i försvaret. Han efterträds av Sveriges handelsminister Sten Tolgfors.
- 7 september – I Sverige tar Jan Björklund över som partiledare för Folkpartiet liberalerna efter Lars Leijonborg.
- 10 september – I Norge genomförs lokalval. Sosialistisk Venstreparti backar starkt och halverar resultatet jämfört med lokalvalet 2003. Høyre noterar framgångar och förblir större än Fremskrittspartiet. De borgerliga får fortsätta regera Oslo. Arbeiderpartiet går fram medan Senterpartiet håller ställningarna.
- 11 september – Två militärhelikoptrar kolliderar i luften väster om småländska Tingsryd och havererar till marken. De fyra ombordvarande omkommer.
- 12 september
  - Japans premiärminister Shinzo Abe meddelar att han tänker avgår efter en rad skandaler inom regeringen.
  - Riksdagsledamoten Ewa Björling (m) utses till ny handelsminister i Sveriges regering efter Sten Tolgfors.
- 14 september – Rysslands premiärminister Michail Fradkov avgår, han efterträds av Viktor Zubkov.
- 16 september
  - Grekland går till parlamentsval, där den regerande partiet Ny demokrati får majoritet trots en tillbakagång. Oppositionspartiet PASOK går också något tillbaka.
  - 88 människor omkommer då ett passagerarflygplan tillhörande det thailändska lågprisflygbolaget One-Two-GO Airlines nödlandar på flygplatsen Phuket International Airport i Thailand.
- 20 september – Sveriges finansminister Anders Borg (m) presenterar regeringens höstbudget.
- 23 september – Yasuo Fukuda väljs till ordförande för Japans liberaldemokratiska parti, och då partiet för tillfället innehar den majoritet som krävs blir han därmed även Japans premiärminister.

- 26 september

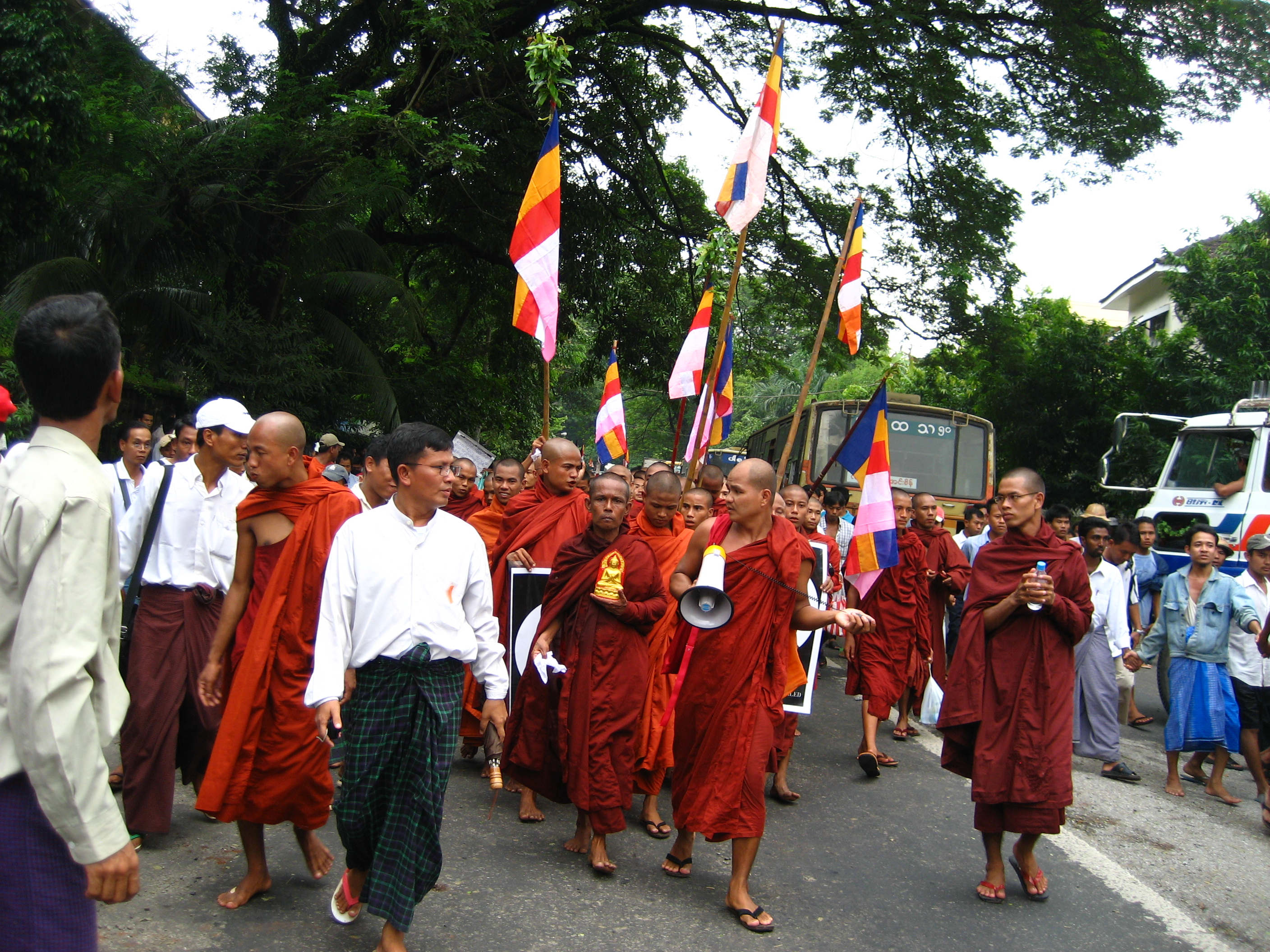
Protester i Burma.

  - Minst tre personer ska ha dödats och över hundra skadats när säkerhetstrupper öppnat eld i protesterna i Burma mot militärjuntan.
  - Yasuo Fukuda tillträder som ordförande för Japans liberaldemokratiska parti och som Japans premiärminister.
- 28 september – Omkring 35 personer uppges ha dödats under protesterna i Burma.
- 30 september – Ukraina går till parlamentsval, där Julia Tymosjenkos block får nära 32 procent av rösterna, tvåa kommer premiärminister Viktor Janukovytjs parti Regionernas parti med 30,5 procent, före president Viktor Jusjtjenkos Vårt Ukraina som får knappt 16 procent. Tymosjenko meddelar att hon tänker bilda regering tillsammans med Jusjtjenkos parti.

### Oktober
- 1 oktober – Nordkorea går efter förhandlingar med bland andra USA och Kina med på att skrota sitt atomprogram [3].
- 2 oktober – Sydkoreas president Roh Moo-hyun möter Nordkoreas ledare Kim Jong-il i Nordkoreas huvudstad Pyongyang. Det är det andra mötet mellan ländernas ledare sedan Koreakriget.
- 4 oktober
  - I Pyongyang enas Nordkorea och Sydkorea om en officiell fredsdeklaration i Koreakriget (1950–1953), med målet att ersätta vapenstilleståndet med ett fredsavtal.
  - Marion Jones erkänner att hon var dopad under OS i Sydney år 2000. Jones riskerar nu fängelse och att bli av med sina medaljer från OS 2000.
- 6 oktober
  - Presidentval i Pakistan, där presidenten Pervez Musharraf omväljs.
  - Barbro Beck-Friis, Kerstin Ekman och Annika Åhnberg promoveras till hedersdoktorer vid Sveriges lantbruksuniversitet.
  - Dödsmisshandeln i Stockholm den 6 oktober 2007 – Dödsmisshandeln på Kungsholmen ägde rum. Riccardo Campogiani misshandlades till döds av några pojkar.
  - Skotten i Rödeby
- 10 oktober – En 14-åring skjuter vilt på skolan SuccessTech Academy i Cleveland, Ohio, USA, och tar därefter sitt eget liv.[9]
- 15 oktober – SVT2:s och TV4:s sista analoga sändare, de i Skåne och Blekinge, stängs av.
- 17 oktober – En ny motorväg mellan Björklinge och Mehedeby invigs, och därmed finns motorväg hela vägen från Stockholm till Gävle.
- 18 oktober – Pakistans tidigare premiärminister Benazir Bhutto återvänder till sitt hemland efter åtta år i exil.
- 19 oktober – I Pakistan dödas över 300 människor i ett självmordsattentat riktat mot Pakistans tidigare premiärminister Benazir Bhutto.
- 21 oktober
  - Parlamentsval  hålls i Polen där Donald Tusks liberalkonservativa parti Medborgarplattformen segrar.
  - Den finske föraren Kimi Räikkönen är Formel 1-världsmästare.
- 25 oktober – Världens största passagerarflygplan, Airbus A380, genomför sin första kommersiella flygning [3]. Flygningen går mellan Singapore och Sydney med flygbolaget Singapore Airlines. Biljetterna för premiärturen har auktionerats ut och pengarna går till välgörande ändamål.
- 28 oktober – Cristina Fernández de Kirchner väljs till Argentinas första och Sydamerikas andra kvinnliga president.
- 29 oktober
  - SVT1:s sista analoga sändare, de i Blekinge och västra Skåne, stängs av. Därmed är alla TV-sändningar i Sverige helt digitaliserade.
  - Alla bank- och postkontor i Borlänge hålls stängda av den lokala polisen av säkerhetsskäl efter misstanke om rån.
- 30 oktober – Fifa beslutar på ett möte i Zürich att 2011 års fotbolls-VM för damer skall spelas i Tyskland och 2014 års fotbolls-VM för herrar skall spelas i Brasilien.
- 31 oktober – Sveriges statsminister Fredrik Reinfeldts statssekreterare Ulrica Schenström avgår efter den så kallade Schenströmaffären.

### November

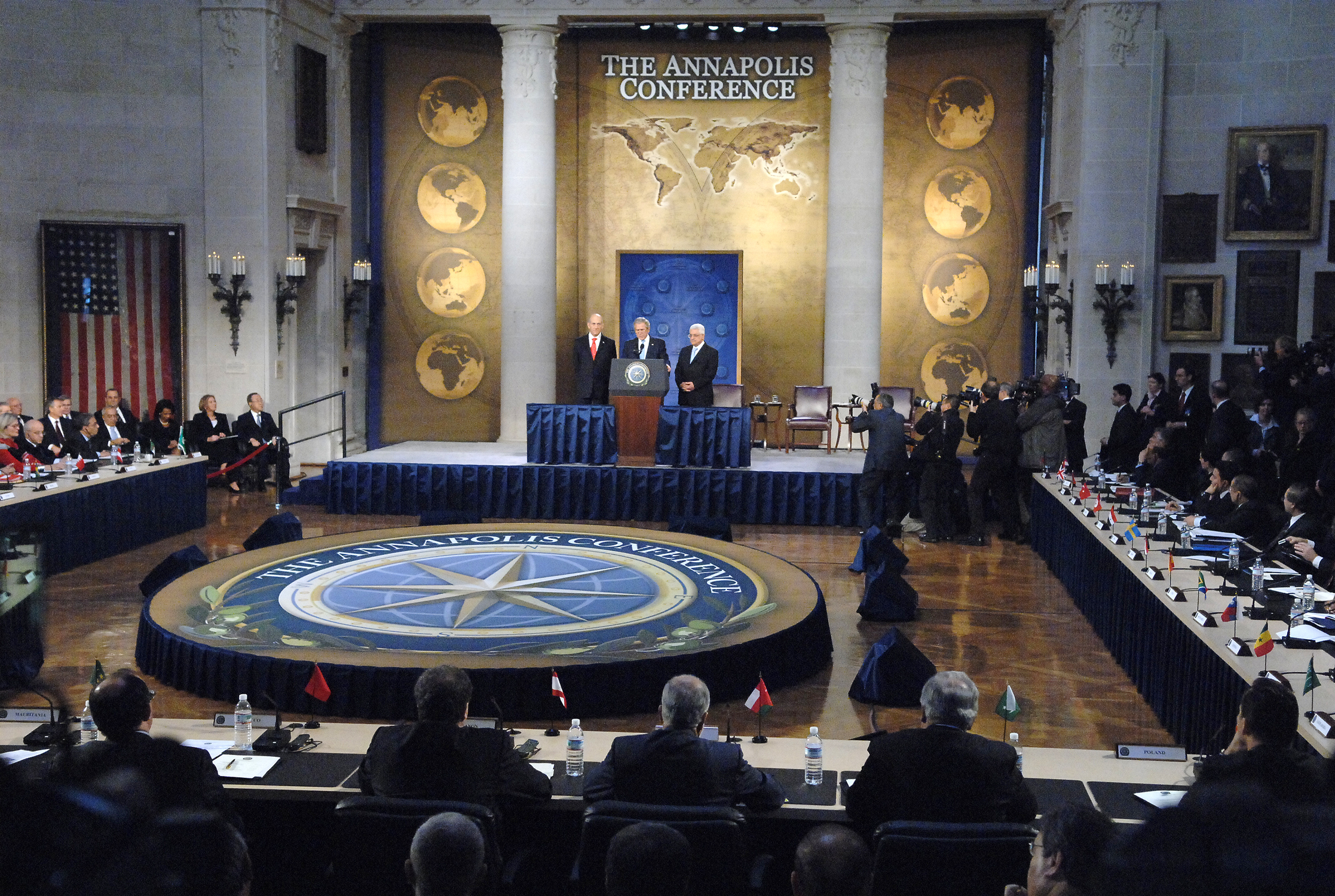
Israels premiärminister Ehud Olmert, USA:s president George W. Bush och Palestinska myndighetens president Mahmoud Abbas under mötet i Annapolis.

- 2 november – Den tillträdande svenska statssekreteraren Nicola Clase erkänner att hon har anlitat svart arbetskraft för 68 000 kronor under en husrenovering.
- 3 november – Pakistans president Pervez Musharraf utlyser undantagstillstånd i Pakistan.
- 6 november – Bombdådet vid Baghlans sockerfabrik
- 7 november – Nio personer dödas vid en skolmassaker på Jokelaskolan i Tusby, Finland.
- 8 november – I Sverige utses Hans Gunnar Wessberg till statsminister Fredrik Reinfeldts nye statssekreterare efter Ulrica Schenström.
- 9 november – Två tonårspojkar anhålls misstänkta för att ha planerat att mörda rektorn vid Enskede gårds gymnasium i Stockholm.[10]
- 13 november – Vid nyval i Danmark vinner den sittande borgerliga regeringen med stöd från Dansk Folkeparti. Socialistisk Folkeparti fördubblar sitt valresultat och Ny Alliance kommer in i folketinget som nytt parti.
- 15 november – Internationella medier uppmärksammar att 35 medlemmar av Den sanna ryska ortodoxa kyrkan sedan en tid förskansat sig i en grotta i Penza oblast i Ryssland, övertygade om att domedagen väntar i maj 2008.
- 20 november – I Storbritannien firar Drottning Elizabeth II och prins Philip diamantbröllop, att de har varit gifta i 60 år.
- 22 november – I Danmark meddelar statsministern Anders Fogh Rasmussen att en ny folkomröstning om EMU planeras, troligen 2008 eller 2009. Senaste gången var 2000 då danskarna röstade nej.
- 24 november – Vid parlamentsvalet i Australien segrar Labour över premiärminister John Howards konservativa parti.
- 27 november – Ett toppmöte för fred mellan Israels premiärminister Ehud Olmert och Palestinas president Mahmoud Abbas hålls i Annapolis, Maryland, USA i närvaro av USA:s president George W. Bush.
- 28 november – En 22-åring försöker knivdöda en rektor vid en skola i Kungsängen i Sverige.

### December

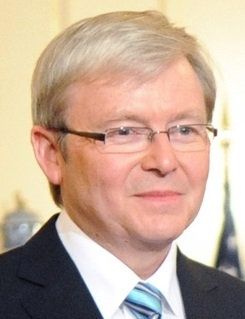
Kevin Rudd tillträder som Australiens premiärminister.

- 1 december – Efter nästan ett halvår ger den flamländske kristdemokraten Yves Leterme upp försöken att bilda en ny federal regering i Belgien och begär hos kung Albert II att få bli entledigad från uppdraget som regeringsbildare.
- 2 december – Parlamentsval hålls i Ryssland, där det av Vladimir Putin stödda partiet Enade Ryssland får 63,3 procent av rösterna. Ryska federationens kommunistiska parti, med 11,7 procent, Rysslands liberaldemokratiska parti, med 8,4 procent, och Rättvisa Ryssland, med 8,0 procent, är de tre övriga partier som också tar plats i Duman.
- 3 december – Kevin Rudd tillträder som Australiens premiärminister.
- 5 december – TV-programmet "Uppdrag granskning" i Sveriges Television avslöjar att en del av ICA:s butiker missköter hantering av kött och skapar en skandal.
- 7 december – I Sverige meddelar Rikspolischefen Stefan Strömberg att han avgår vid årsskiftet efter kritik från flera polisdistrikt.
- 8–9 december – Ett toppmöte mellan EU och AU hålls i Lissabon, där bland andra Gordon Brown inte deltar i protest mot Zimbabwes Robert Mugabe.
- 10 december – Sveriges kung delar ut årets Nobelpris. I Oslo delas Fredspriset till Alfred Nobels minne ut till klimatpanelen IPCC och Al Gore.
- 18 december – Julia Tymosjenko tillträder som premiärminister i Ukraina.
- 21 december
  - Estland, Lettland, Litauen, Polen, Tjeckien, Ungern, Slovakien, Slovenien och Malta blir medlemmar av Schengensamarbetet.
  - Belgiens kung Albert II utser Guy Verhofstadt till premiärminister i en tillfällig koalitionsregering, som ska styra landet fram till mars 2008. Ministerlistan utgörs av ledamöter från fem partier.
- 23 december – Nepal beslutar att under 2008 byta statsskick, från monarki till republik.

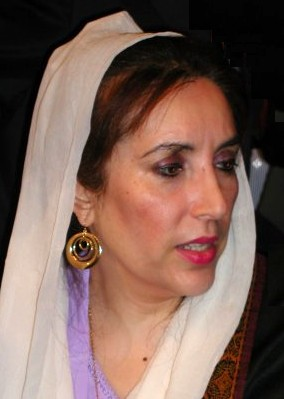
Benazir Bhutto

- 27 december – Pakistans tidigare premiärminister Benazir Bhutto mördas av en självmordsbombare under ett valmöte i Rawalpindi, utanför Islamabad. Ytterligare sexton personer dödas och ett sextiotal skadas.
- 28 december – Vid presidentvalet i Kenya omväljs den sittande presidenten Mwai Kibaki, vilket väcker stora protester och utlöser våldsamma oroligheter, då han anklagas för valfusk.

## Födda

### Mars
- 8 mars – Caden Glover, amerikansk fotbollsspelare.
- 25 mars – Cailey Fleming, amerikansk skådespelerska.

### April
- 10 april – Ariane, nederländsk prinsessa, dotter till kung Willem-Alexander och drottning Máxima.
- 21 april – Isabella, dansk prinsessa, dotter till kronprins Frederik och kronprinsessan Mary.
- 29 april – Sofía, spansk prinsessa, dotter till kronprins Felipe och kronprinsessan Letizia.

### Juni
- 6 juni – Aubrey Anderson-Emmons, amerikansk skådespelerska.

### Juli
- 31 juli – Angelica Hale, amerikansk sångerska.

### December
- 17 december – James, brittisk prins, son till prins Edward och prinsessan Sophie.

## Avlidna

### Januari
- 1 januari – Tillie Olsen, 94, amerikansk feministisk författare.
- 2 januari – Teddy Kollek, 96, israelisk politiker.
- 3 januari – William Verity, 89, amerikansk politiker och affärsman, handelsminister 1987-1989.
- 4 januari – Marais Viljoen, 92, sydafrikansk politiker, tidigare president.
- 8 januari – David Ervine, 54, nordirländsk politiker.
- 10 januari – Carlo Ponti, 94, italiensk filmproducent.
- 15 januari – Barzan Ibrahim al-Tikriti, 55, Saddam Husseins halvbror, tidigare chef för Mukhabarat.
- 16 januari – Rudolf-August Oetker, 90, tysk företagare, grundare av företaget Oetker.
- 20 januari – Jan Jangö, 85, svensk fackboksförfattare.
- 22 januari – Klas Bergenstrand, 61, svensk Säpo-chef sedan 2004.
- 24 januari – Emiliano Mercado del Toro, 115 världens äldsta person vid sin död.
- 25 januari – Olle Stenholm, 64, journalist, utrikeskorrespondent i Moskva 1971-73.
- 26 januari – Hans J. Wegner, 92, dansk arkitekt och möbelformgivare.
- 31 januari – Inger Hammar, 64 svensk lärare och historiker.

### Februari
- 6 februari – Erika Ortiz, 31, syster till kronprinsessan Letizia av Spanien.
- 8 februari – Anna Nicole Smith, 39, amerikansk modell, skådespelare och författare.
- 11 februari – Marianne Fredriksson, 79, svensk författare.
- 13 februari
  - Charlie Norwood, 65, amerikansk republikansk politiker.
  - Johanna Sällström, 32, svensk skådespelerska.
- 15 februari – Lars Orup, 88, journalist, nyhetsankare i TV.
- 17 februari – Maurice Papon, 96, fransk ämbetsman, dömd krigsförbrytare.
- 28 februari – Arthur M. Schlesinger, 89, amerikansk historiker och författare.

### Mars
- 3 mars – Osvaldo Cavandoli, 87, italiensk tecknare.
- 6 mars – Werner Vögeli, 77, schweizisk-svensk kock och hovtraktör.
- 7 mars – Frigyes Hidas, 78, ungersk kompositör.
- 9 mars – Brad Delp, 55, amerikansk musiker.
- 13 mars – Egon Kjerrman, 86, svensk musiker och allsångsledare
- 20 mars – Taha Yassin Ramadan, 69, irakisk fd vicepresident (avrättad).
- 25 mars – Andranik Markarjan, 55, Armeniens premiärminister.

### April
- 5 april
  - Maria Gripe, svensk författare.
  - Mark St. John, amerikansk gitarrist.
- 7 april – Johnny Hart, amerikansk serietecknare (B.C.).
- 8 april – Sol LeWitt, amerikansk konstnär.
- 11 april – Kurt Vonnegut, amerikansk författare.
- 15 april – Brant Parker, amerikansk serietecknare (mest känd för "Trollkarlen från Id)".
- 19 april – Jean-Pierre Cassel, fransk skådespelare.
- 22 april – Juanita Millender-McDonald, amerikansk demokratisk politiker, kongressledamot 1996-2007.
- 23 april
  - Boris Jeltsin, 76, Rysslands president 1991-1999.
  - David Halberstam, amerikansk journalist och författare.
- 27 april – Fajer Fajersson, svensk veteförädlare.
- 29 april – Ivica Račan, kroatisk politiker, Kroatiens premiärminister 2000-2003.

### Maj
- 2 maj – Magnus Stenbock, svensk greve, författare, debattör och konstnär.
- 3 maj – Thomas Ungewitter, svensk skådespelare.
- 9 maj – Sture Borgedahl, svensk musikförläggare.
- 18 maj – Hans-Uno Bengtsson, svensk teoretisk fysiker, docent och författare.
- 25 maj – Laurie Bartram, amerikansk skådespelerska.
- 28 maj – Jörg Immendorff, tysk konstnär.
- 31 maj – Kenth Pettersson, svensk fackföreningsledare och generaldirektör

### Juni
- 5 juni – Povel Ramel, 85, svensk underhållare och musiker.
- 8 juni
  - Aden Abdullah Osman Daar, 99, Somalias president 1960–1967 (död i Kenyas huvudstad Nairobi).
  - Kenny Olsson, svensk speedwayförare (död på Vrinnevisjukhuset i Norrköping efter en speedwayolycka dagen före).
- 9 juni – Sembène Ousmane, senegalesisk författare.
- 14 juni – Kurt Waldheim, 88, österrikisk politiker, diplomat, FN:s generalsekreterare 1972-1981 och Österrikes förbundspresident 1986-1992.
- 28 juni – Kiichi Miyazawa, japansk politiker, Japans premiärminister 1991-1993.

### Juli
- 1 juli – Git Gay, 85, svensk skådespelare, sångare och revyartist.
- 2 juli – Beverly Sills, 78, amerikansk operasångare.
- 3 juli – Alice Timander, 91, svensk tandläkare, premiärlejon och skådespelare.
- 11 juli
  - Ove Grahn, 64, svensk fotbollsspelare.
  - Lady Bird Johnson, 94, amerikansk presidentfru, gift med Lyndon Johnson.
- 17 juli – Catharina Broomé, 83, dominikansyster, författare.
- 18 juli – Erik Appelgren, 62, svensk teaterregissör och skådespelare.
- 20 juli – Kai Siegbahn, 89, svensk vinnare av Nobelpriset i fysik 1981.
- 23 juli – Zahir Shah, 92, Afghanistans siste kung 1933-1973.
- 26 juli – Lars Forssell, 79, svensk författare, ledamot av Svenska Akademien.
- 29 juli – Michel Serrault, 79, fransk skådespelare.
- 30 juli
  - Ingmar Bergman, 89, svensk regissör och författare.
  - Michelangelo Antonioni, 95, italiensk filmregissör.
- 31 juli – R.D. Wingfield, 79, brittisk författare, skrev bland annat Ett fall för Frost

### Augusti
- 2 augusti – Peter Eriksson, 48, svensk professor och hjärnforskare vid Sahlgrenska Akademin.
- 3 augusti – John Gardner, 80, brittisk författare, bland annat av James Bond.
- 4 augusti
  - Raul Hilberg, amerikansk-österrikisk historiker.
  - Lee Hazlewood, 78, amerikansk countrysångare, låtskrivare och producent.
- 5 augusti – Jean-Marie Lustiger, 80, fransk kardinal, ärkebiskop emeritus av Paris.
- 17 augusti – Anne-Marie Hagelin, 105, dotter till August Strindberg.
- 19 augusti – Daniel Brewster, 83, amerikansk demokratisk politiker.
- 24 augusti – Aaron Russo, amerikansk filmproducent och politisk aktivist.
- 26 augusti – Gaston Thorn, 78, luxemburgsk politiker, Luxemburgs premiärminister 1974–1979, ordförande i EG-kommissionen (numera EU-kommissionen) 1981-1985.
- 28 augusti – Antonio Puerta, 22, spansk fotbollsspelare.

### September
- 6 september – Luciano Pavarotti, 71, italiensk operatenor.
- 10 september – Jane Wyman, 90, amerikansk skådespelare.
- 11 september – Joe Zawinul, 75, (Joseph Erich Zawinul) österrikisk-amerikansk jazzpionjär och -pianist.
- 15 september – Colin McRae, 39, brittisk rallystjärna och spellegend.
- 16 september – James Oliver Rigney, mer känd som Robert Jordan, 59, amerikansk fantasyförfattare.
- 19 september – Antoine Ghanem, 64, libanesisk politiker, mördad.
- 22 september – Kurt West, 84, finlandssvensk krigsveteran och författare.
- 24 september – Karl-Gunnar Ellverson, svensk präst och författare.
- 29 september – Lois Maxwell, 80, kanadensisk skådespelare, känd som Miss Moneypenny i James Bond-filmerna.

### Oktober
- 6 oktober – Jo Ann Davis, 57, amerikansk republikansk politiker, kongressledamot 2001–2007.
- 12 oktober – Soe Win, 59, burmesisk politiker, Burmas premiärminister 2004–2007.
- 16 oktober
  - Ignacy Jeż, 93, polsk romersk-katolsk biskop.
  - Ursula Richter, 75, svensk radioproducent.
  - Deborah Kerr, 86, brittisk skådespelerska.
- 20 oktober – Paul Raven, 46, brittisk musiker.
- 23 oktober – Gun Kessle, 81, svensk konstnär, fotograf, gift med Jan Myrdal.

### November
- 5 november – Nils Liedholm, 85, svensk fotbollsspelare.
- 10 november – Norman Mailer, 84, amerikansk författare.
- 20 november – Ian Smith, 88, rhodesisk politiker, Rhodesias premiärminister 1965–1979.
- 25 november – Kevin DuBrow, 52, amerikansk hårdrockssångare.
- 26 november – Marit Allen, 66, brittisk modejournalist och kostymör.
- 27 november – Sean Taylor, 24, amerikansk utövare av amerikansk fotboll, mördad.
- 30 november – Evel Knievel, 69, amerikansk stuntman.

### December
- 5 december – Karlheinz Stockhausen, 79, tysk kompositör.
- 9 december – Thore Skogman, 76, svensk sångare, låtskrivare, skådespelare och musiker.
- 12 december
  - Bengt Andersson, 85, svensk skådespelare, TV-underhållare.
  - Ike Turner, 76, amerikansk sångare och gitarrist
- 15 december, Nøste Schwab, norsk skådespelare
- 23 december – Oscar Peterson, 82, kanadensisk jazzmusiker.
- 25 december – Giovanni Jaconelli, 86, svensk musiker.
- 27 december
  - Benazir Bhutto, 54, pakistansk politiker, premiärminister 1988-1990, 1993-1996.
  - Jaan Kross, 87, estnisk författare.

## Nobelpris[11]
- Fysik: 
  - Albert Fert, Frankrike
  - Peter Grünberg, Tyskland
- Kemi:
  - Gerhard Ertl, Tyskland
- Medicin eller fysiologi: 
  - Mario Capecchi, USA
  - Oliver Smithies, USA
  - Martin Evans, Storbritannien
- Litteratur:
  - Doris Lessing, Storbritannien
- Fred:
  - Al Gore, USA
  - IPCC, Rajendra K. Pachauri, Indien
- Ekonomi:
  - Leonid Hurwicz, USA
  - Eric Maskin, USA
  - Roger Myerson, USA

### Fotnoter
1. ↑  ”World Statesmen (läst 2 april 2011)”. http://www.worldstatesmen.org/Denmark_region.html.
2. ↑  ”Oljekatastrof hotar vid Norges kust | Nyheter | Expressen”. Expressen. https://www.expressen.se/nyheter/oljekatastrof-hotar-vid-norges-kust/. Läst 26 juni 2019.
3. 1 2 3 4  Illustrerad vetenskaps stora årsbok 2007: Hela året - världen runt, Bonier Publications International AS, 2008
4. ↑  Henrik Jönsson (12 juli 2009). ”Hushållsnära tjänster – mest för höginkomsttagare”. Statistiska centralbyrån. Arkiverad från originalet den 14 mars 2012. https://www.webcitation.org/66A7PR90Y?url=http://www.scb.se/Pages/PressRelease____274450.aspx. Läst 29 februari 2012.
5. ↑  ”Sveriges television 23 december 2006 - Flexibla skollov testas i Blekinge”. Arkiverad från originalet den 20 april 2012. https://web.archive.org/web/20120420112850/http://mobil.svt.se/2.45952/1.727995/flexibla_skollov_testas_i_blekinge%26lid%3DaldreNyheter_694753%26lpos%3Drubrik_727995.
6. ↑  ”Nordiska rådet 30 augusti 2007 - Nu over 25 millioner indbyggere i Norden”. Arkiverad från originalet den 29 december 2010. https://web.archive.org/web/20101229015734/http://www.norden.org/sv/aktuellt/aktuellt.
7. ↑  ”DigiTV - Digital-tv:s utveckling i Finland”. Arkiverad från originalet den 13 juni 2007. https://web.archive.org/web/20070613093635/http://www.digitv.fi/sivu.asp?path=7;1251;1276.
8. ↑  Sveriges television 5 september 2007 - 200 saknas efter Felix framfart Arkiverad 15 maj 2011 hämtat från the Wayback Machine.
9. ↑  ”Aftonbladet 10 oktober 2007 - 14-åring sköt vilt på gymnasium i USA”. http://wwwc.aftonbladet.se/nyheter/0002/14/porr.html.
10. ↑  ABC 13 november 2007 - 16-åring häktad för grovt olaga hot Arkiverad 15 maj 2011 hämtat från the Wayback Machine.
11. ↑  ”Nobelpriset”. https://www.nobelprize.org/prizes/lists/all-nobel-prizes/. Läst 10 april 2011.